# Cité scolaire Robert-Badinter
Lycée international Robert-Badinter et collège Augustin-Thierry
Vous lisez un « bon article » labellisé en 2017.
La cité scolaire Robert-Badinter, qui réunit le lycée international Robert-Badinter et le collège Augustin-Thierry, est un établissement d'enseignement secondaire et supérieur public situé à Blois, dans l'académie d'Orléans-Tours. Réunissant un collège, un lycée international (général et technologique), une section professionnelle et l'agence départementale du Greta Centre-Val de Loire, la cité scolaire accueille, à la rentrée 2024, 1 863 élèves et étudiants (dont 163 internes) et  287 personnels encadrants (dont 180 enseignants).
Héritière du collège royal fondé par Henri III en 1587, la cité scolaire Robert-Badinter s'est installée sur son site actuel, un vaste parc de 14 ha, au lendemain de la Seconde Guerre mondiale. Elle propose aujourd'hui un large éventail d'enseignements (sections internationale, binationale et européennes, cinéma audiovisuel, sciences de l'ingénieur, création innovation technologique, etc.) et prépare élèves et étudiants au diplôme national du brevet (DNB), aux baccalauréats général et technologique (STI2D), au bachillerato espagnol, au baccalauréat professionnel (MEI, MEEC, TCI et TU) et aux BTS (maintenance industrielle, conception et réalisation de systèmes automatiques, technico-commercial et conseil et commercialisation de solutions techniques).

## Localisation
La cité scolaire Robert-Badinter est localisée au No 13 de l'avenue de Châteaudun, au nord du quartier du Bourg-Neuf, dans le secteur des Provinces, à Blois.
Étendue sur 14 ha[réf. nécessaire], elle est divisée en deux parcelles, situées de part et d'autre de la rue Honoré-de-Balzac. La plus vaste de celles-ci (accessible à la fois depuis l'avenue de Châteaudun et la rue Honoré-de-Balzac) compte la majeure partie des bâtiments scolaires, ainsi que l'administration et les services destinés aux élèves (cantine et maison des lycéens). La seconde parcelle, seulement accessible depuis la rue Honoré-de-Balzac, est de taille plus modeste. Elle abrite les ateliers Vinci, le nouveau gymnase et des terrains de sport. Un passage souterrain, aménagé sous la rue de Honoré-de-Balzac, permet aux usagers de passer d'une partie à l'autre sans sortir de l'établissement.
La cité scolaire regroupe une vingtaine de bâtiments, répartis sur les deux parcelles dans une logique de rassemblement fonctionnel. Les édifices destinés à l'ensemble des élèves ont une position centrale. Les bâtiments anciens se différencient nettement, par leur architecture et les matériaux qu'ils utilisent, de ceux construits à partir des années 1960.

## Histoire

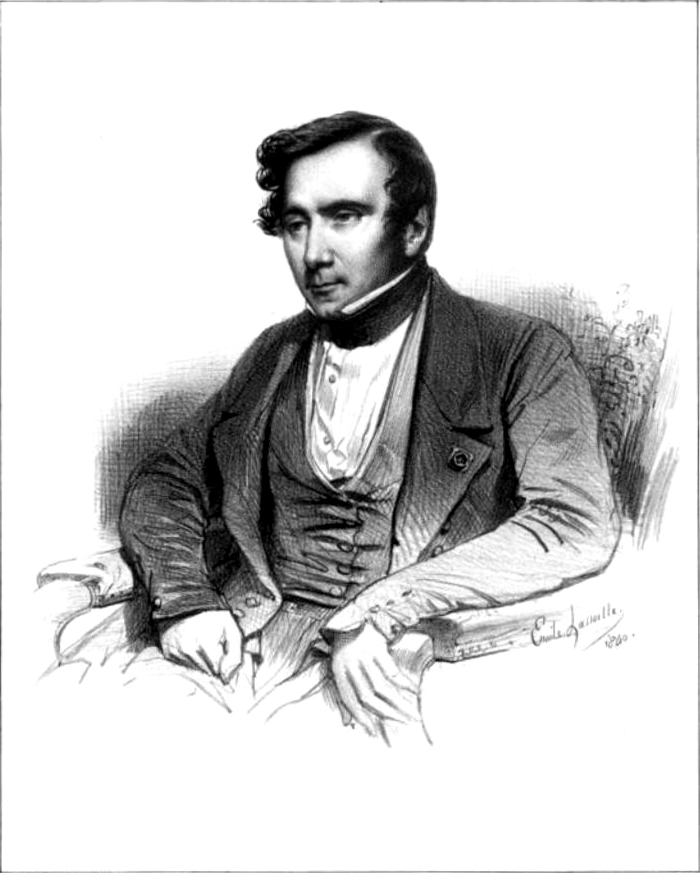
L'historien blésois Augustin Thierry représenté par Émile Lassalle en 1840.

L’histoire de la cité scolaire Robert-Badinter commence avec la création, par lettres patentes, d'un collège royal à Blois par Henri III en 1581. Ouvert le 1er avril 1587, ce premier établissement est d'abord implanté dans une maison du quartier du Bourg-Neuf, situé en dehors des murailles de la ville. Le collège est ensuite déplacé, en 1601, dans la rue Bretonnerie, sur le site de la poste centrale actuelle. Tenu par des séculiers jusqu'en 1622, le collège royal est alors confié à la Compagnie de Jésus, qui en perd la direction lorsqu'elle est expulsée de France en 1764.
Fermé en 1793 par les révolutionnaires, le collège n'est recréé qu'en 1804, sous la forme d'une école communale secondaire, promue au rang de collège communal en 1808. Désormais implanté dans l'ancien couvent du Bourg-Moyen, l'établissement accueille une bonne partie de la bourgeoisie blésoise. Son nom actuel lui est attribué le 30 septembre 1872 pour rendre hommage à l'un de ses plus célèbres élèves, l'historien blésois Augustin Thierry (1795-1856). Détruit dans un incendie provoqué par les bombardements allemands au début de la Seconde Guerre mondiale (juin 1940), le collège connaît ensuite plusieurs années d'itinérance sous l'égide de l'occupant.
Finalement déplacé, en 1945-1946, dans des locaux auparavant occupés par l'asile départemental de Loir-et-Cher, l'établissement est promu, au même moment, au rang de lycée. Il connaît, dès lors, une forte croissance. Devenu cité scolaire avec la création d'un collège d'enseignement général (1963) et d'une section technique (1964), Augustin-Thierry joue un rôle primordial dans l'ouverture internationale de Blois, grâce à la mise en place d'appariements avec la  Grammar school de Lewes, au Royaume-Uni (1946), et le  Hochrhein Gymnasium de Waldshut, en Allemagne (1958).
Ouvert aux filles depuis 1963, l'établissement subit d'importantes transformations avec la démocratisation de l'enseignement que connaît la France dans les années 1960-1970. Il atteint son apogée à la fin des années 1980, moment où il accueille presque 2 500 élèves et étudiants. En janvier 2025, le lycée est promu au rang de lycée international et prend le nom de Robert-Badinter ; le collège, en revanche, conserve le nom d'Augustin-Thierry.

## Architecture et parc

### Bâtiments inscrits
Riche d’une histoire ancienne, le site de la cité scolaire Robert-Badinter accueille, au début du XIIe siècle, une léproserie (la maladredrie Saint-Lazare), avant d'abriter un prieuré de génovéfains jusqu'à la Révolution. Vendus comme biens nationaux en 1791, le domaine et les bâtiments de l'institution religieuse sont alors acquis par le maire de Paris Nicolas Chambon de Monteaux. Cédés à plusieurs reprises (notamment au général Hugo), ils sont finalement vendus, en 1834, à un banquier du nom de Jean-Simon Chambert-Péan. Ce dernier y fait construire une imposante villa, le « château Saint-Lazare » (actuel bâtiment Hugo), en y intégrant des vestiges de l’ancien prieuré, comme la salle voûtée d'ogives qui constitue l’actuelle salle capitulaire,.
Acquise en 1861 par le département de Loir-et-Cher, la résidence de Chambert-Péan est intégrée à l'asile départemental de Loir-et-Cher, alors placé sous la direction du docteur Jules Lunier (1822-1884). Peu de temps après, la superficie de la villa Saint-Lazare est doublée grâce à l'adjonction de la villa Lunier (actuel bâtiment Lunier), qui abrite aujourd’hui l’administration de la cité scolaire,. Puis, différents bâtiments annexes sont construits dans le parc, parmi lesquels le pavillon des Tilleuls (actuel bâtiment du même nom). Désaffectés durant la Seconde Guerre mondiale, ces bâtiments accueillent le lycée Augustin-Thierry à partir de la Libération.
Au début des années 1990, le Rectorat prévoit de faire raser les vestiges de l'ancien prieuré et de l'hospice Lunier pour les remplacer par des bâtiments plus modernes. Cependant, ce projet soulève l'opposition d'une partie de l'équipe éducative et des protecteurs du patrimoine blésois, qui fondent une « association pour la sauvegarde des bâtiments anciens et du parc du lycée Augustin-Thierry ». Finalement, les éléments historiques sont inscrits à l'Inventaire général en 1992, et une étude en est réalisée par l'historienne de l'art Annie Cosperec.

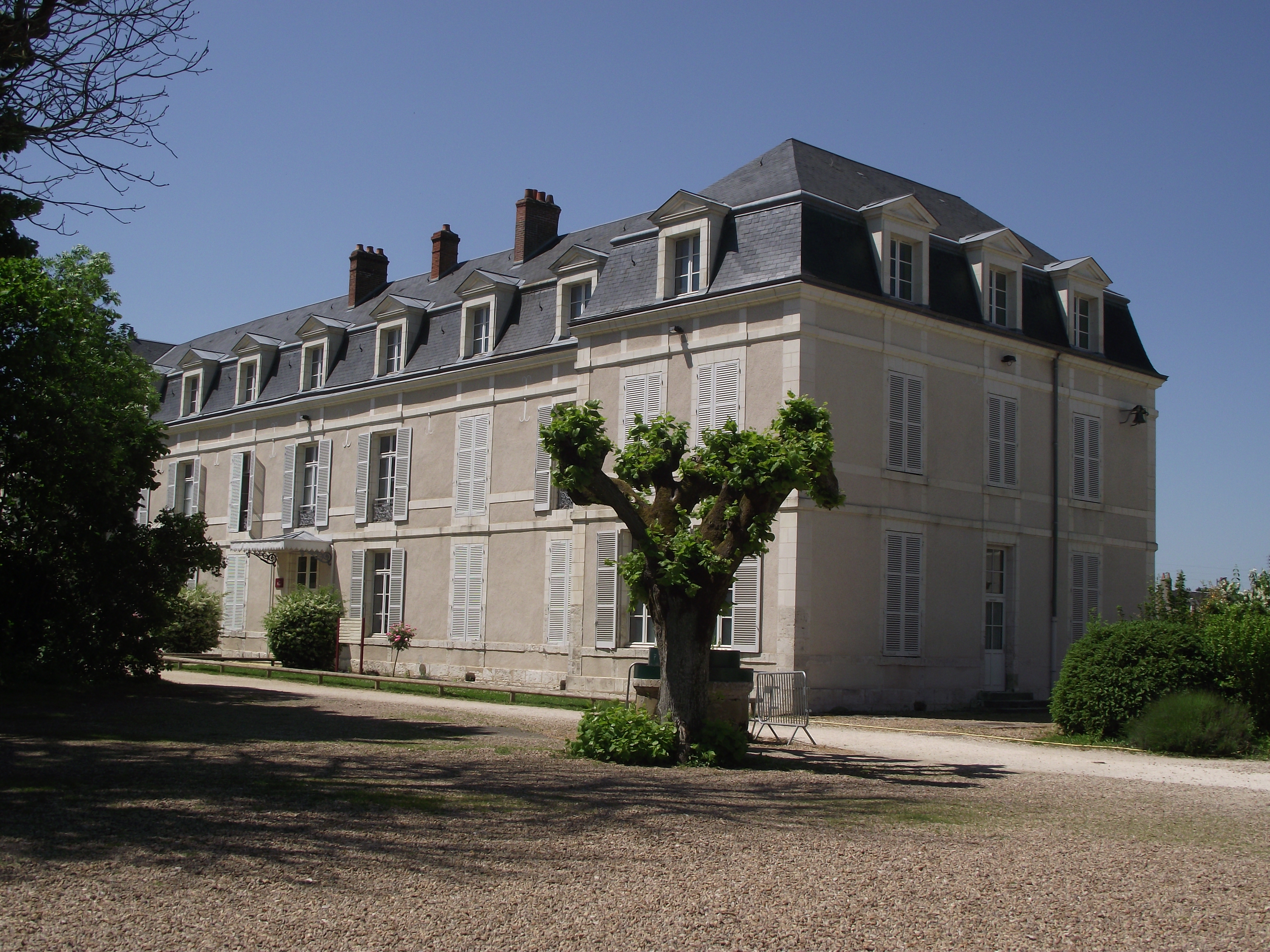
Le bâtiment Hugo, ancienne villa Saint-Lazare.
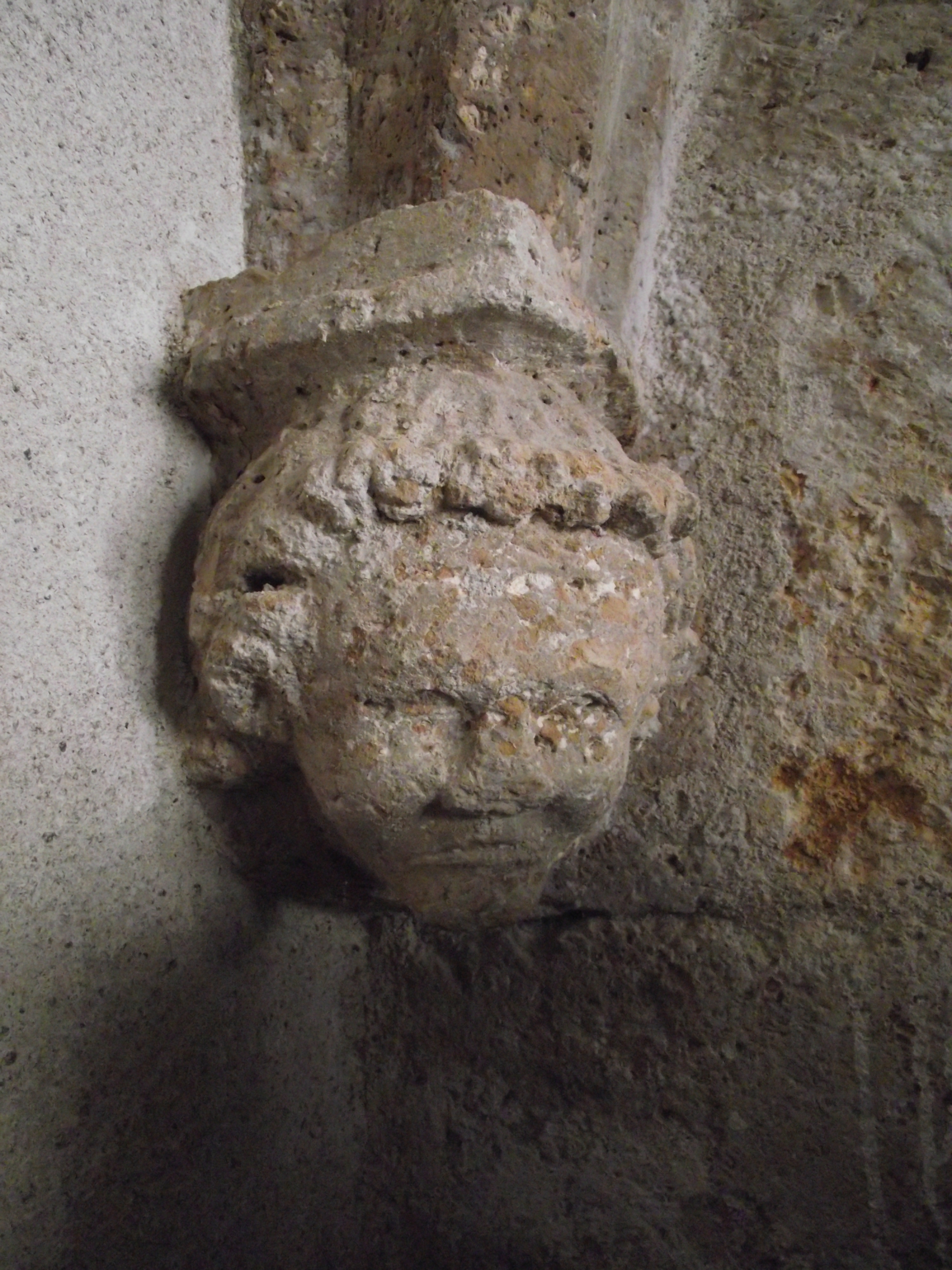
Cul-de-lampe de la salle capitulaire, dans le bâtiment Hugo.
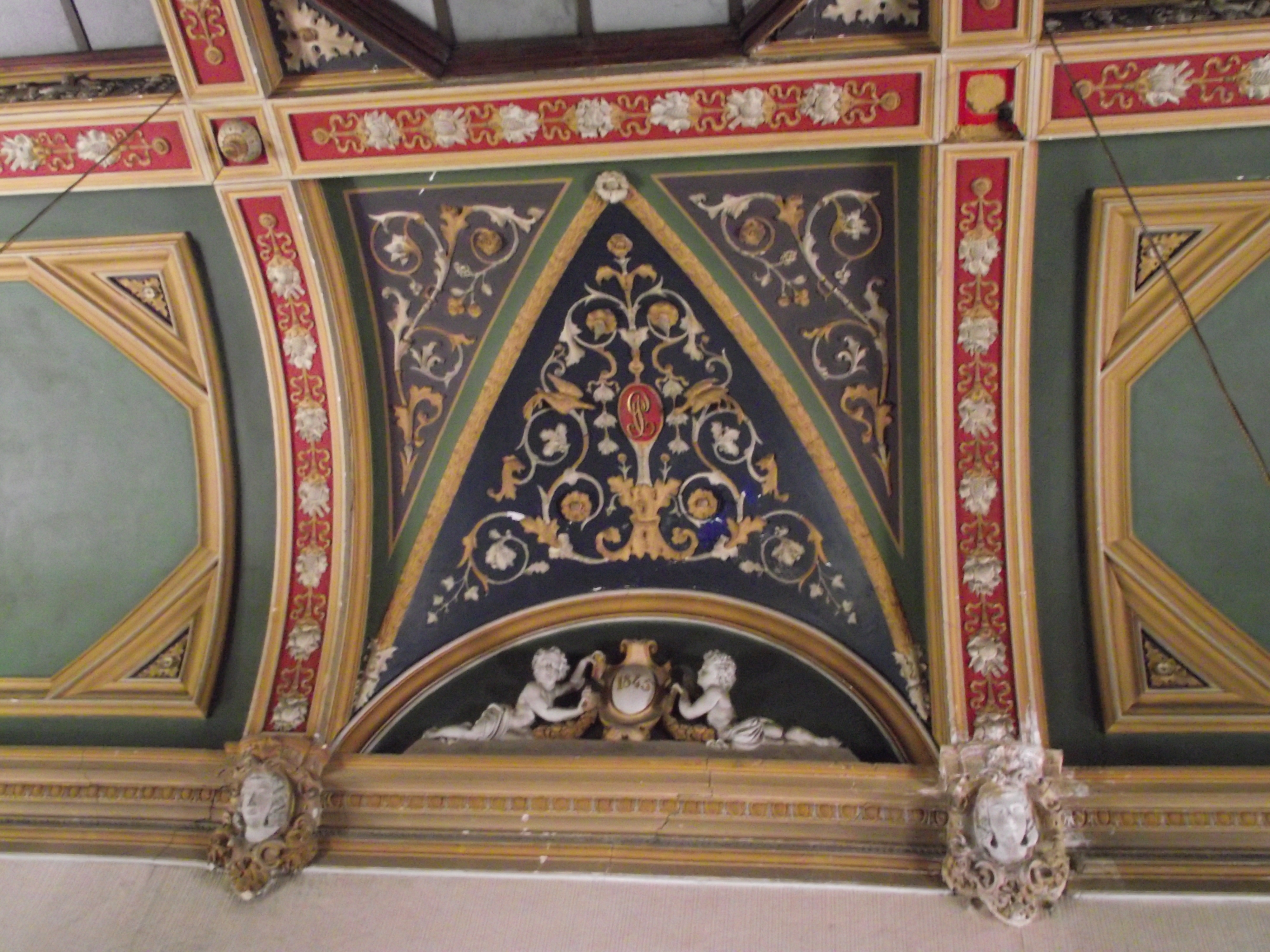
Détail du plafond de la salle Chambert-Péan, dans le Bâtiment Hugo.
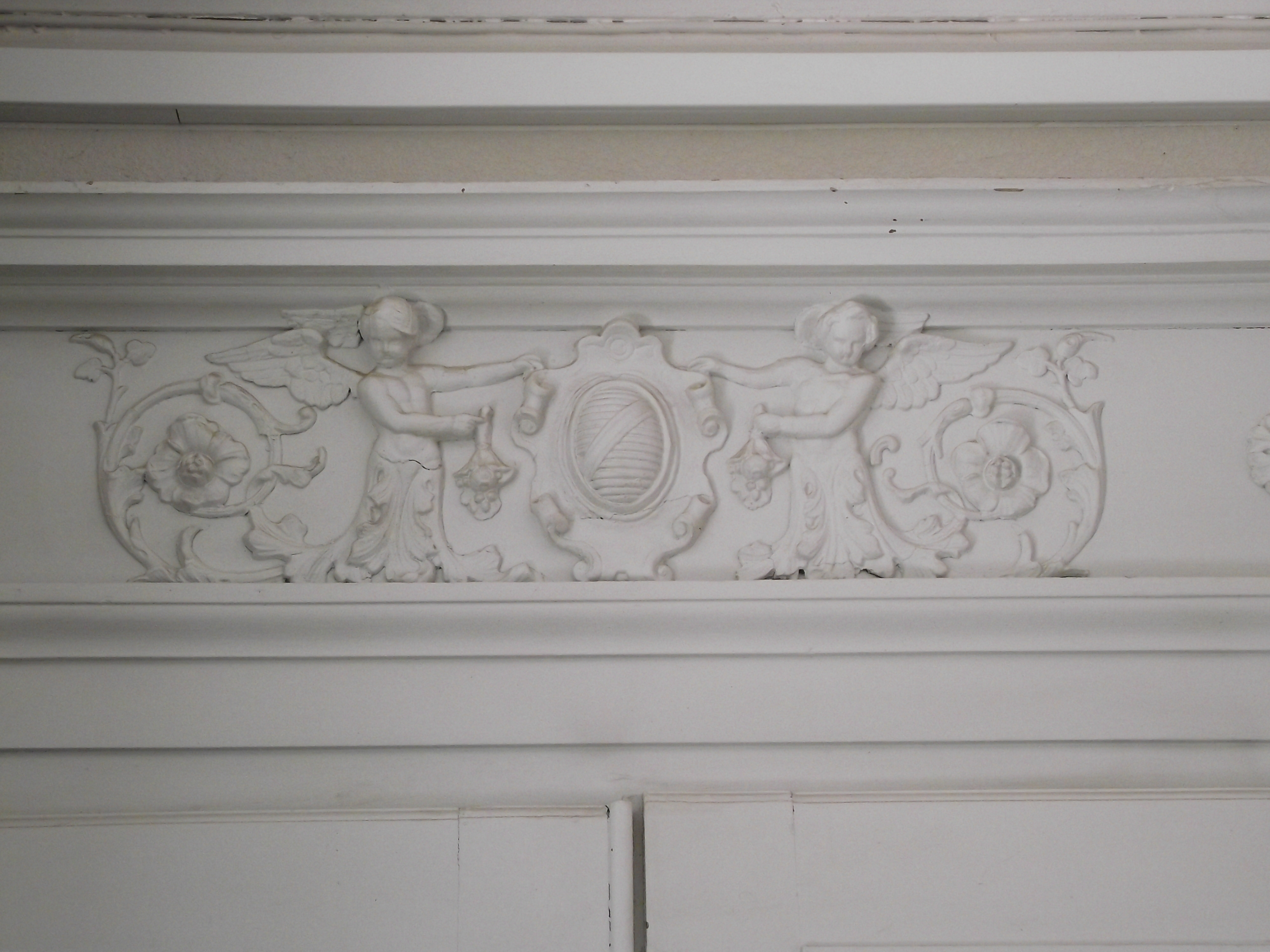
Moulures à l'intérieur du bâtiment Hugo.
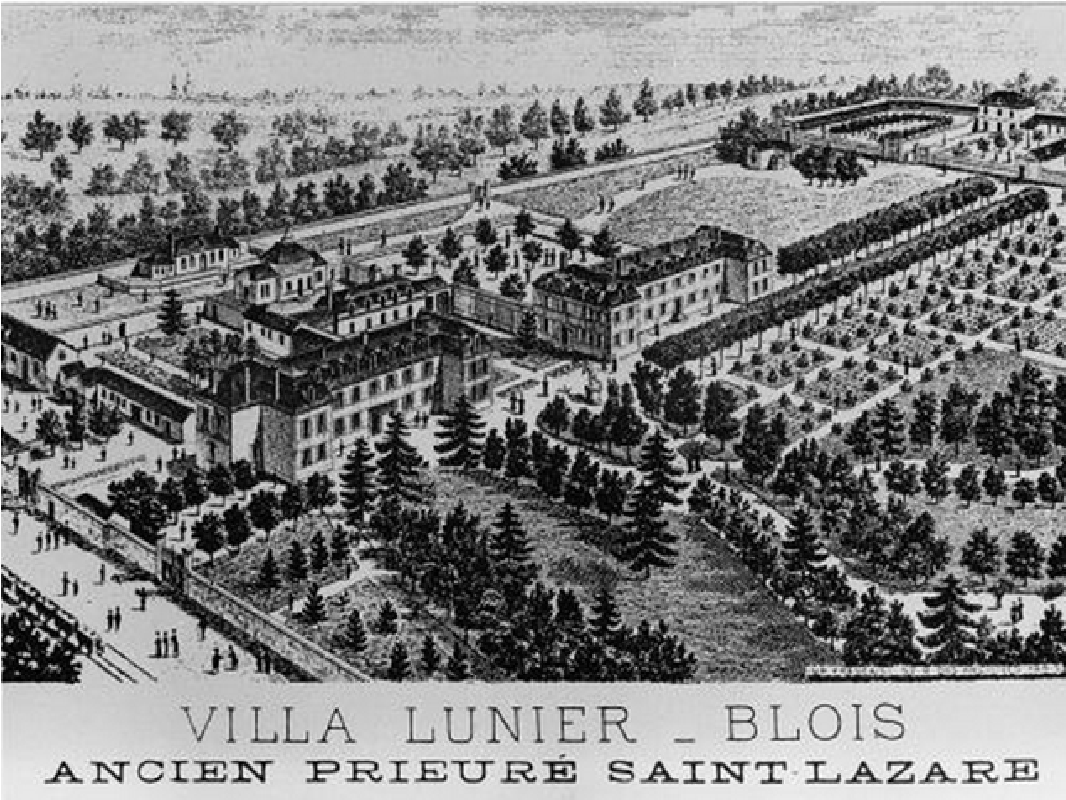
Gravure représentant la villa Lunier vers 1900.
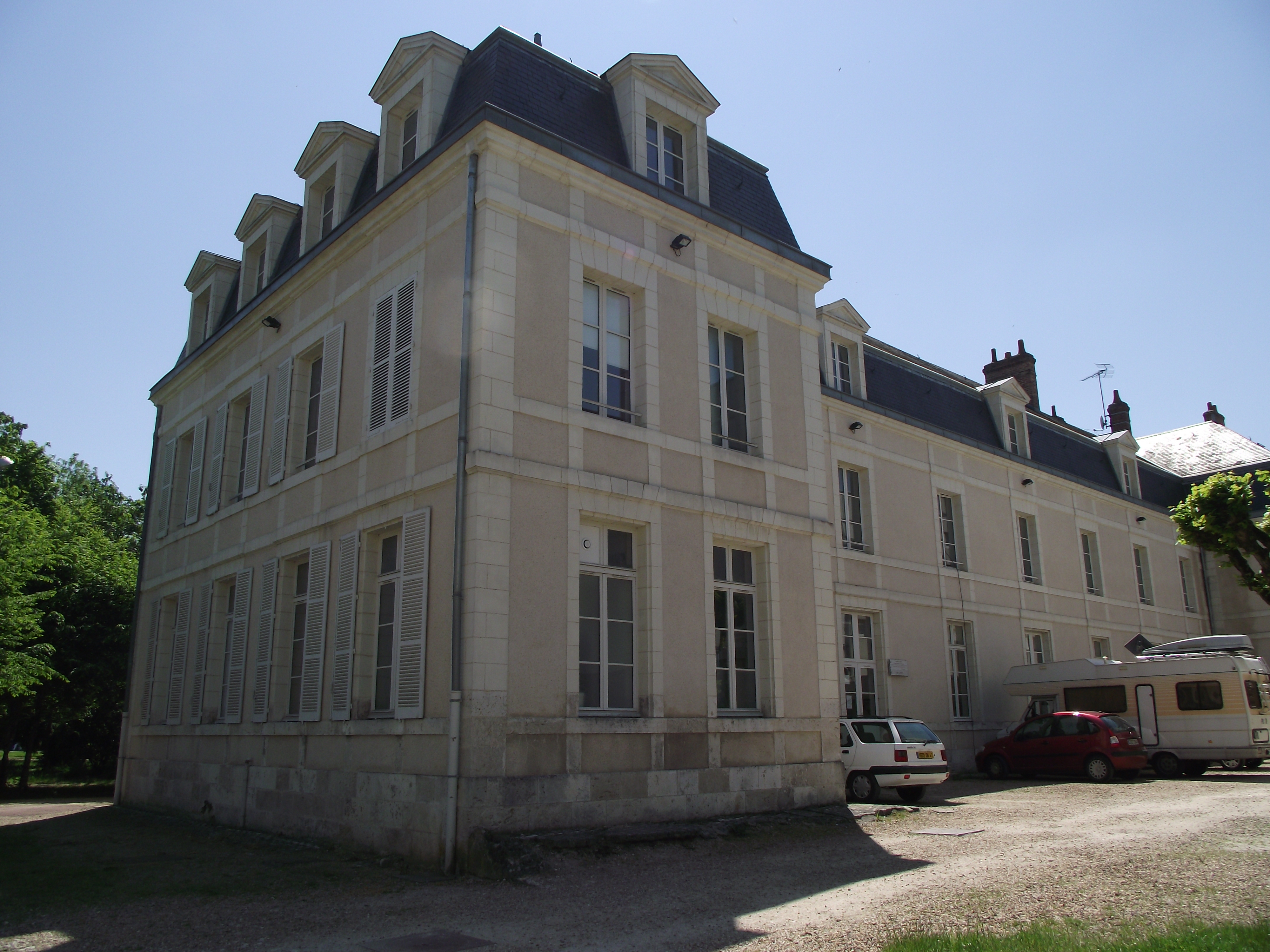
Le bâtiment Lunier, ancien hospice du même nom.
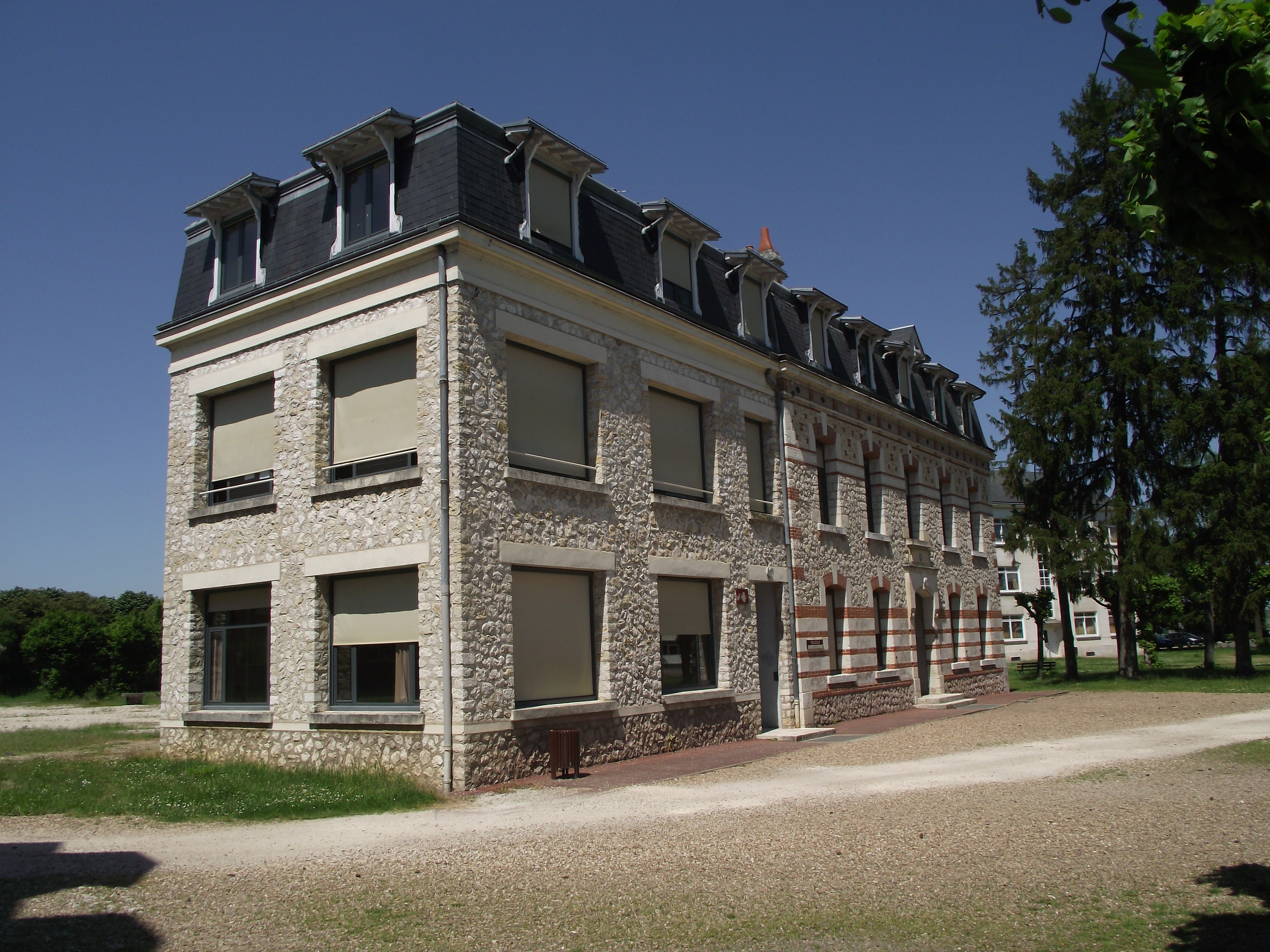
L'ancien pavillon « Les Tilleuls », agrandi en 1947.

### Autres bâtiments

Plan de la cité scolaire (2023).
A : Villa Les Acacias
B : Bâtiment Balzac (I)
C : Bâtiment Curie (E)
D : Bâtiment Descartes (D)
G1 et G2 : Gymnases
H : Bâtiment Hugo
J : Bâtiment Josephine-Baker
La : Bâtiment Lavoisier (O)
Lu : Bâtiment Lunier
M : Bâtiment Michelet (N)
MdL : Bâtiment Glaïeuls et Maison des Lycéens Jean-Germanaud
P : Bâtiment Papin (M)
R : Restaurant scolaire (I)
T : Bâtiment Tilleuls
V : Ateliers Vinci (A)

En 1946-1947, l'ancien hospice Lunier est réaménagé pour en faire un établissement scolaire. Le pavillon des Tilleuls est ainsi agrandi pour accueillir les locaux de l'école d'agriculture d'hiver. Un nouvel édifice est par ailleurs ajouté aux anciens : il s'agit du bâtiment O, aujourd'hui connu sous le nom de bâtiment Lavoisier. Dessinée par l'architecte Henri Jannin, cette construction est une barre orientée est-ouest qui comprend deux étages et un sous-sol surélevé. Construit en pierres de taille sur sa façade principale et en maçonnerie masquée sous un enduit sur l'arrière, le bâtiment Lavoisier est couvert d'un toit à deux pans et à croupes en ardoise. Il abrite aujourd'hui l'enseignement général et scientifique de la section professionnelle (SEP)[réf. nécessaire].
Entre 1960 et 1963, c'est au tour du bâtiment N (actuel bâtiment Michelet) d'être ajouté à l'ensemble initial grâce aux plans de l'architecte André Aubert (1905-1987). Orienté nord-sud, cet édifice est muni de fondations en béton en puits et ossature ainsi que de planchers en béton armé,. Initialement destiné à accueillir l'internat, le bâtiment Michelet abritait, au niveau de l'ancien foyer, deux bas-reliefs de bois sculptés mesurant chacun 1,5 m par 5,5 m environ. Réalisé en 1963 par l'artiste Jean Touret dans le cadre du 1 % artistique, ce vaste décor sculpté, qui représente des cavaliers, est aujourd'hui exposé à l'intérieur du bâtiment Balzac.
Entre 1963 et 1966, de nouveaux bâtiments, construits par André Aubert et Pierre Large, viennent compléter l'ensemble. C'est ainsi que sortent de terre les ateliers du bâtiment A (à l'emplacement des actuels ateliers Vinci), le bâtiment M (actuel bâtiment Papin) qui abrite un second internat, le bâtiment I (actuel bâtiment Balzac) qui accueille le nouveau réfectoire et le bâtiment G où est installée la chaufferie générale,.
Entre 1968 et 1973, une quatrième phase de constructions est réalisée par André Aubert et Pierre Large. Deux édifices parallélépipédiques destinés à l'enseignement général (bâtiment D, devenu Descartes) et à l'enseignement scientifique (bâtiment E, devenu Curie) s'ajoutent aux précédents,. De plus, le bâtiment K, qui abrite un gymnase et une piscine, est inauguré. En 1975-1976, Un nouvel internat, baptisé bâtiment J puis Josephine-Baker, est construit derrière l'ancien hospice Lunier, ce qui donne lieu à la destruction d'une partie des constructions anciennes. Très différent des précédents, ce bâtiment est de forme carrée et comporte un patio central. Il possède en outre seulement deux étages,,.
En 1999, le bâtiment I (actuel bâtiment Balzac) est agrandi pour accueillir les services de l'intendance, des salles de réunion et un second gymnase. En 2001, une maison des lycéens (MDL) est ajoutée, non loin du réfectoire. D'une superficie de 400 m2[réf. nécessaire], cette MDL est baptisée « maison des lycéens Jean-Germanaud » en l'honneur d'un ancien professeur d'espagnol de l'établissement en 2005.
En 2008, les ateliers de la section technique (bâtiment Vinci) sont largement transformés et agrandis, pour accueillir un vaste plateau technique de 7 000 m2[réf. nécessaire]. L'artiste Nicolas Royer (1973) y crée alors une façade originale (baptisée On-Off) dans le cadre du 1 % artistique. La même année, la piscine, qui faisait la particularité d'Augustin-Thierry, est définitivement fermée. Elle est finalement remplacée par un nouveau gymnase en 2013.

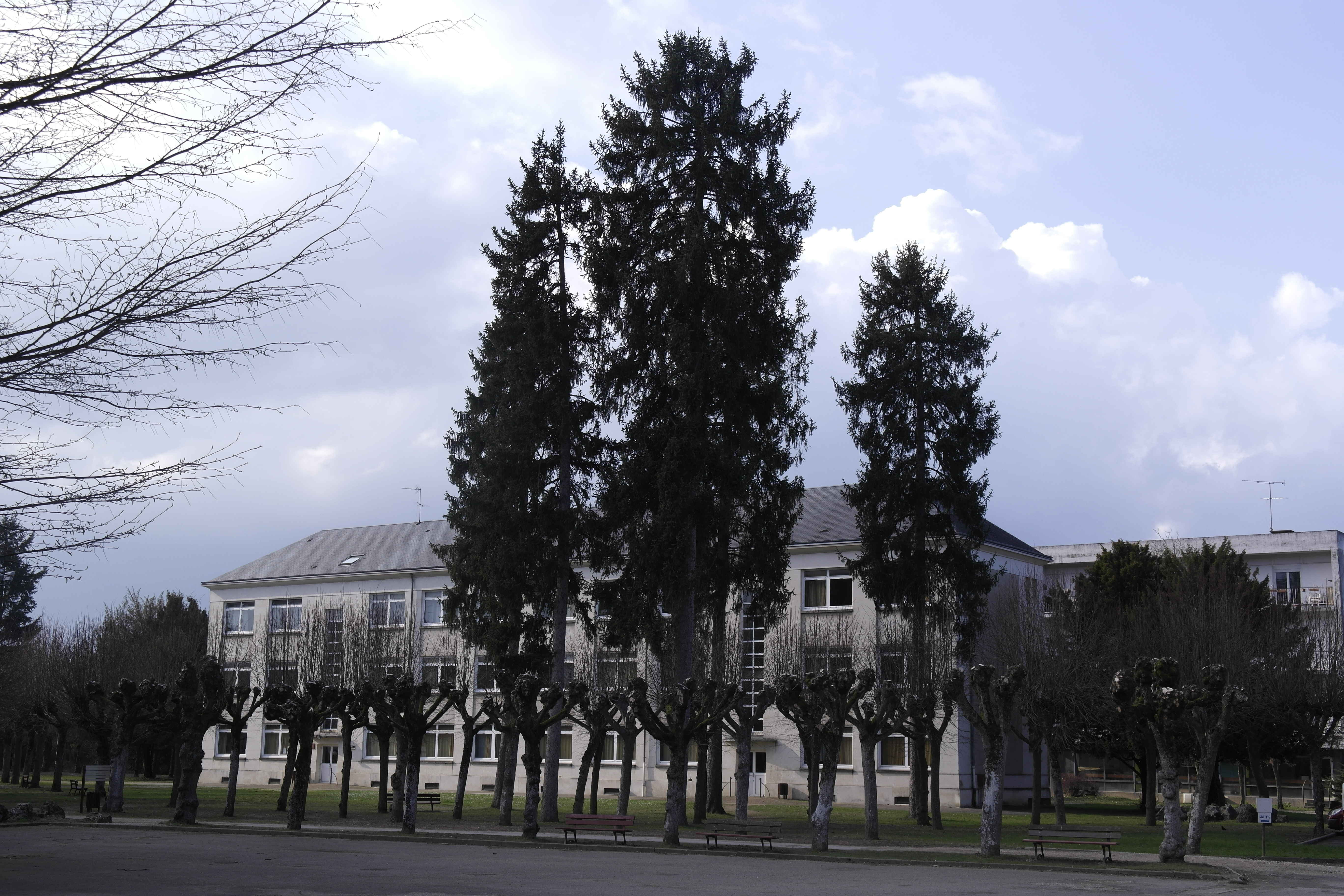
Le bâtiment Lavoisier.
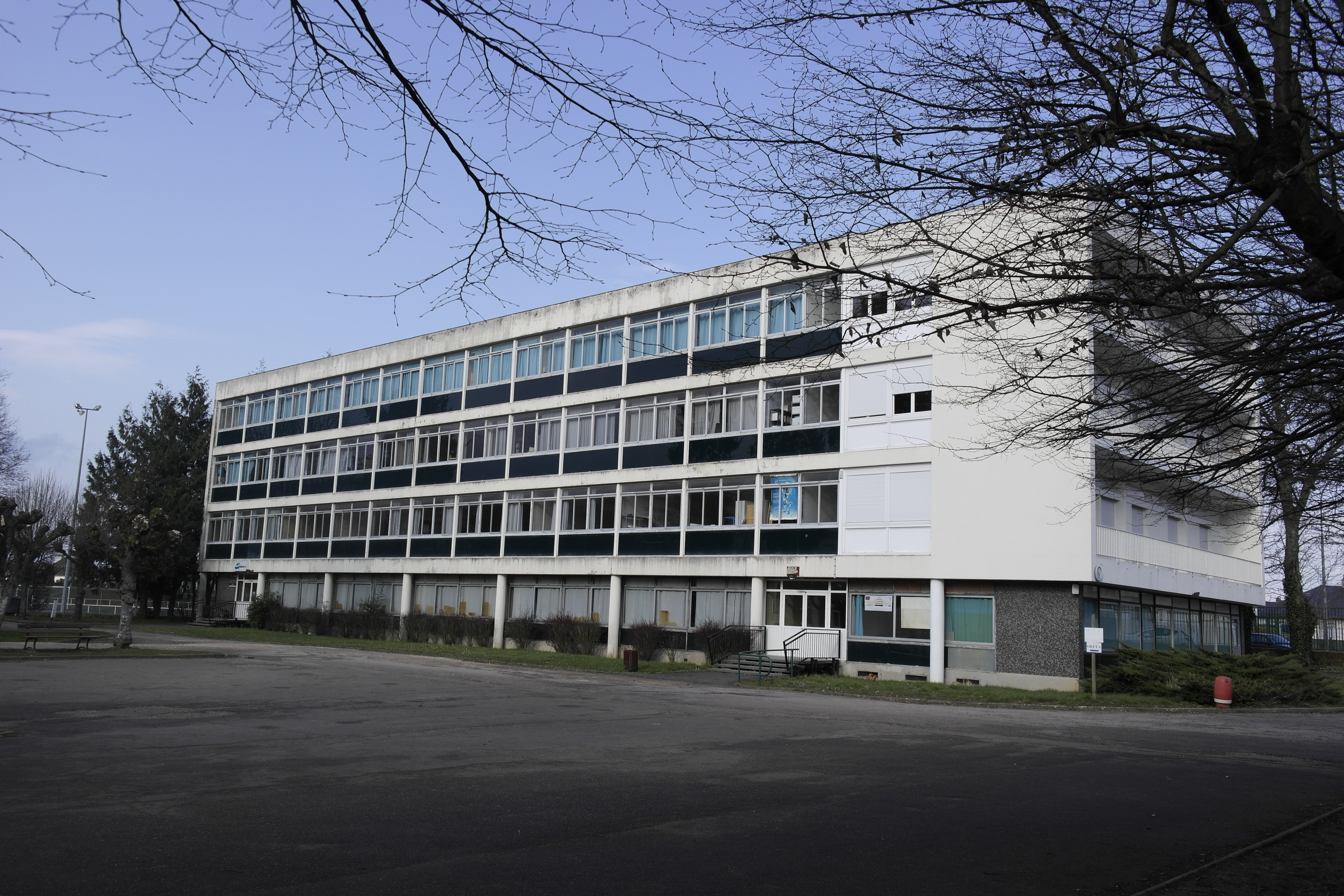
Le bâtiment Papin.
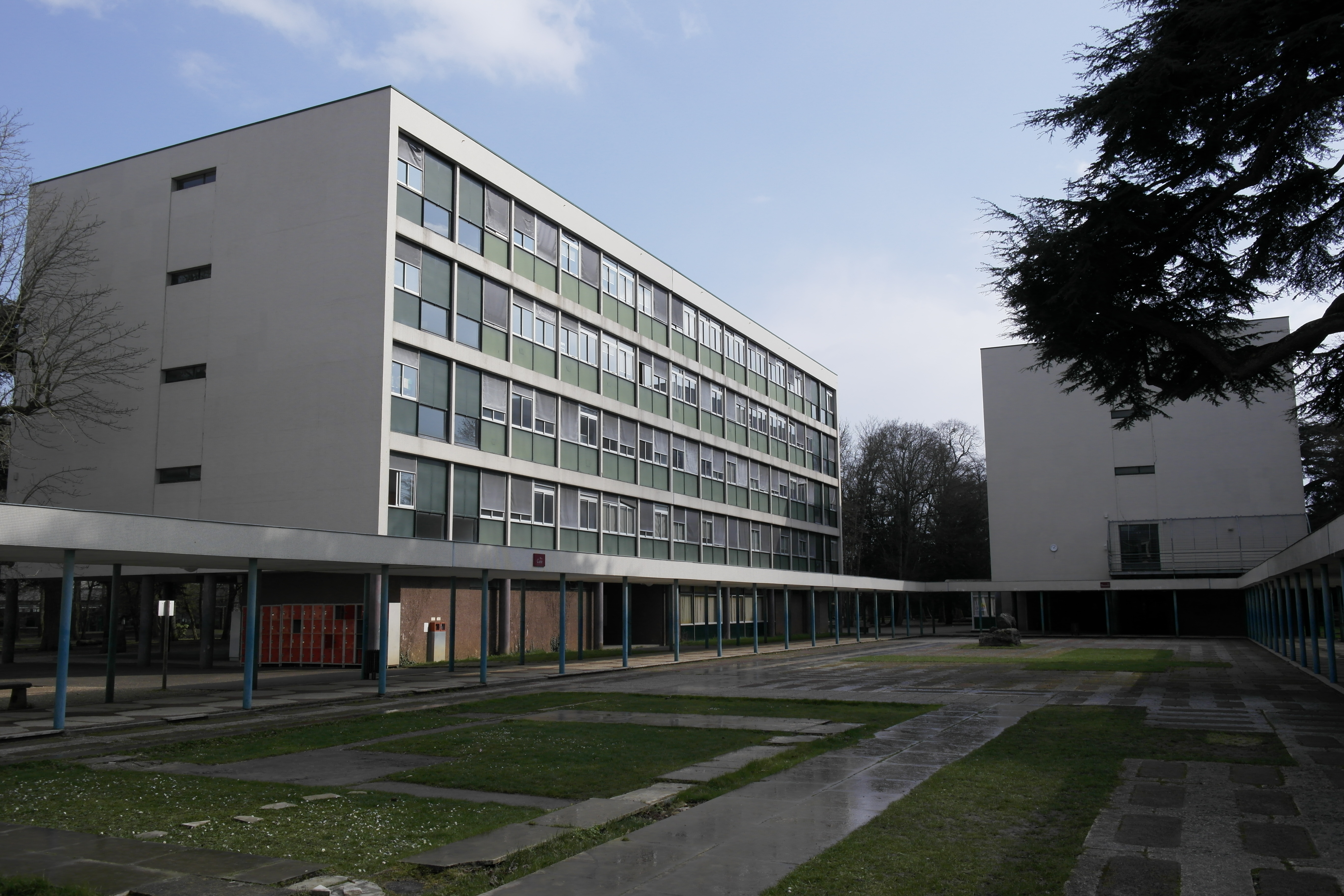
Les bâtiments Curie (à gauche) et Descartes (à droite).
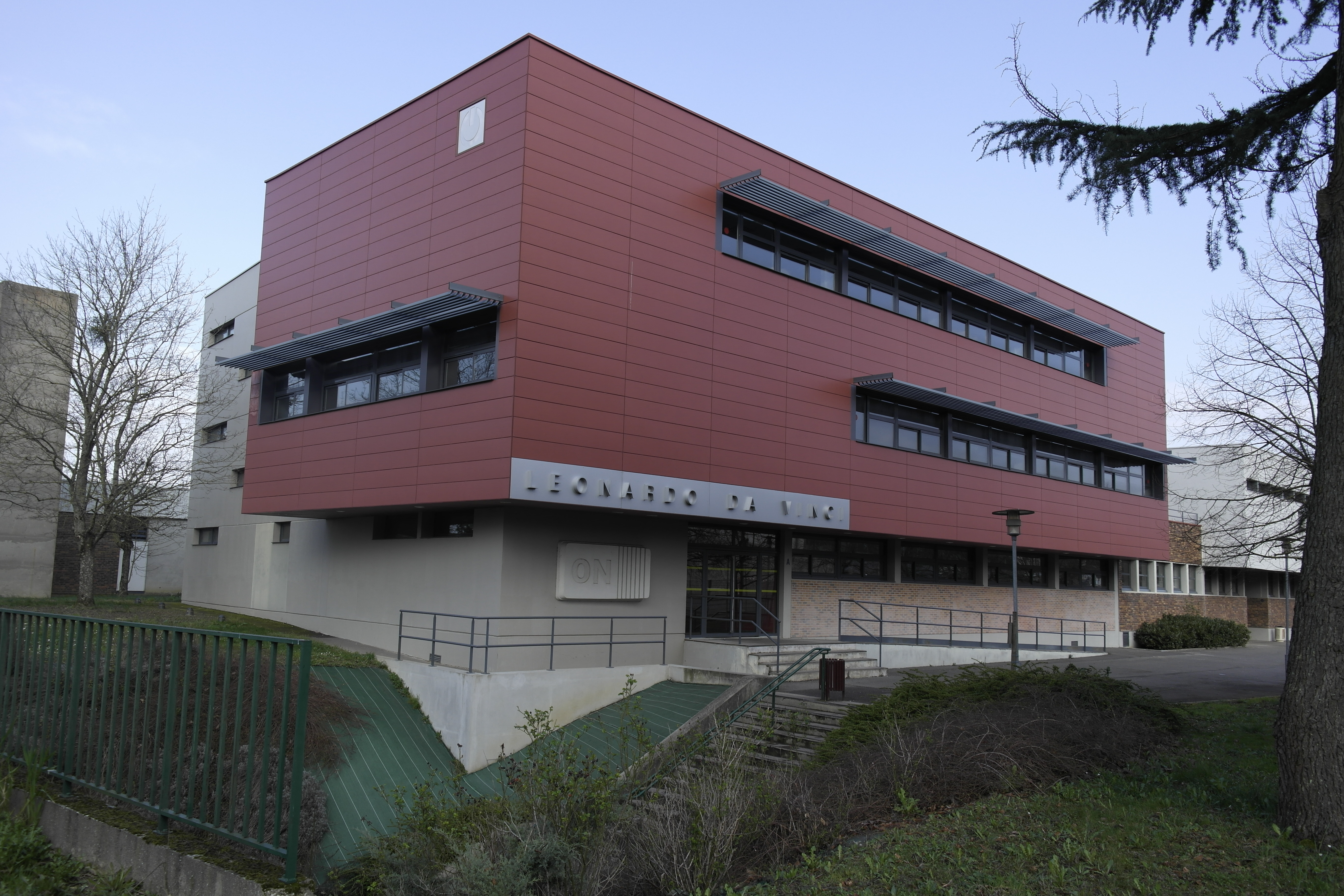
Le bâtiment Vinci et sa façade « On-Off ».

### Parc, flore et faune
À l'époque de Jean-Simon Chambert-Péan, le parc entourant le « château Saint-Lazare » est planté d'essences plus ou moins rares (cèdres du Liban, prunus, tilleuls, etc.) abritant nombre d'oiseaux et d'écureuils roux. Après la mise en place de la cité scolaire, beaucoup des arbres qui constituaient le parc ont cependant été coupés pour laisser place à de nouveaux bâtiments (Descartes et Curie, en particulier),. Seule une partie de la collection arboricole du XIXe siècle subsiste donc aujourd'hui mais elle continue à faire la spécificité de la cité scolaire.
Quelques espèces végétales présentes dans le parc de la cité scolaire :

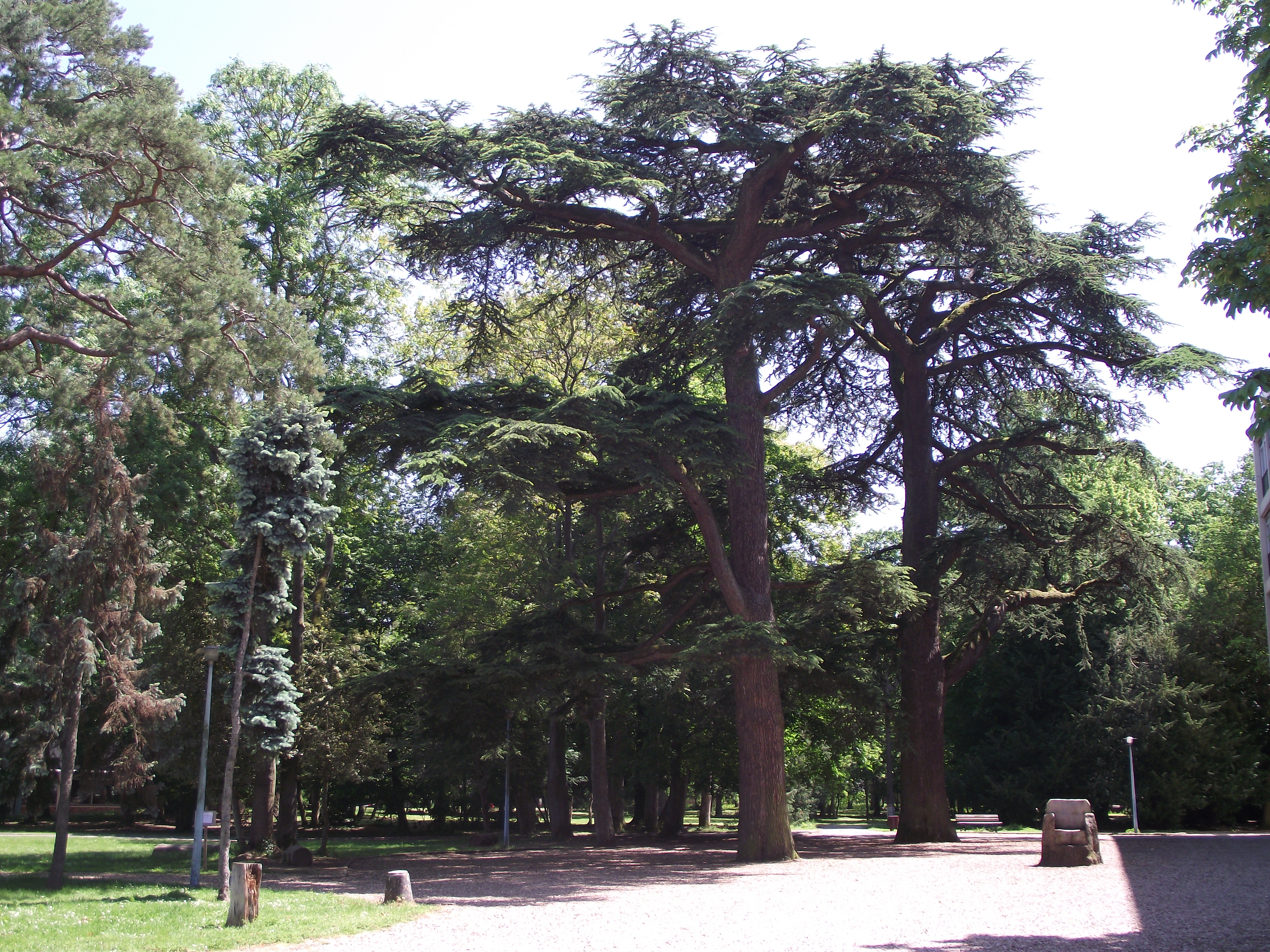
Cèdres du Liban.
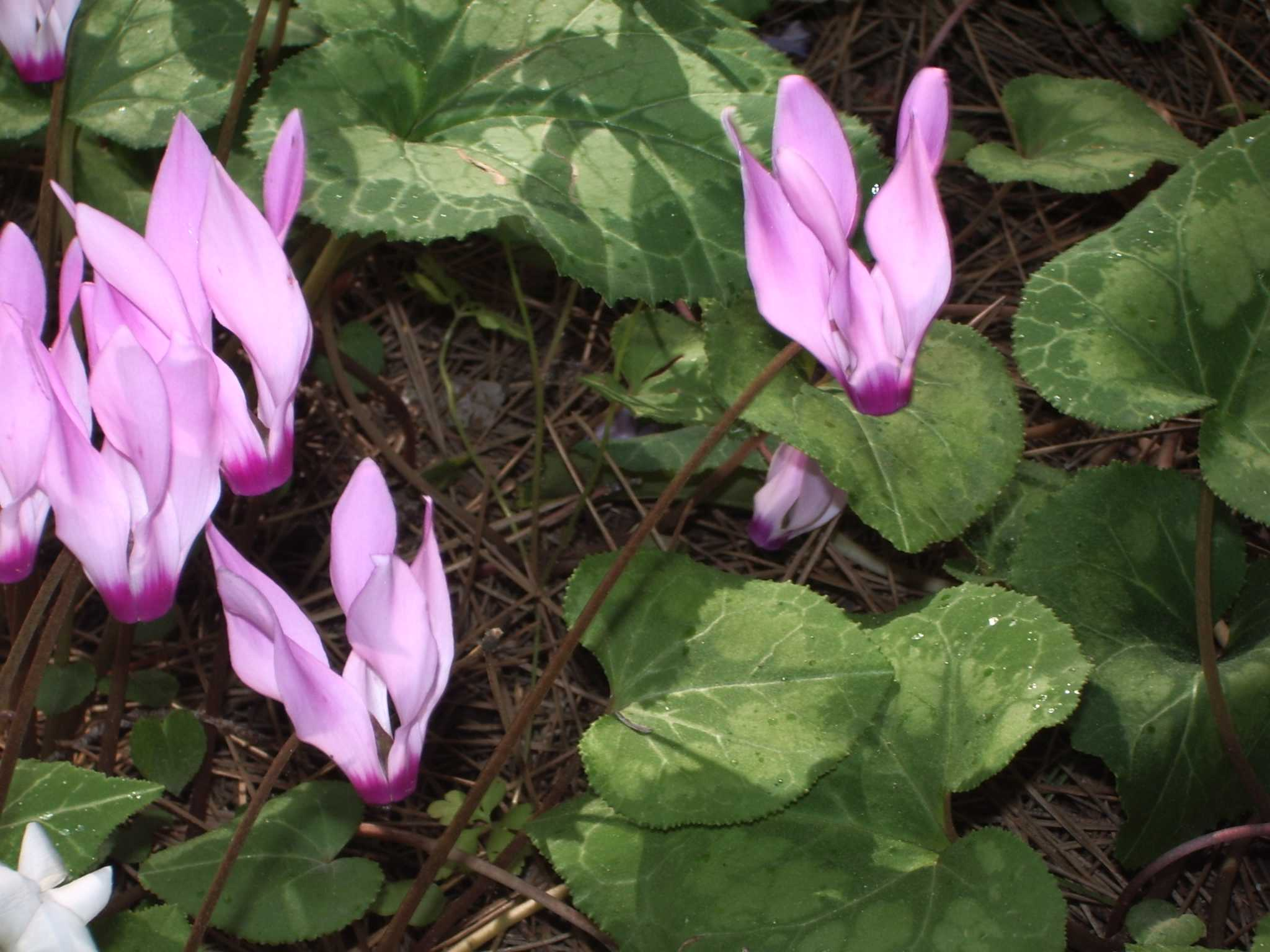
Cyclamens sauvages.
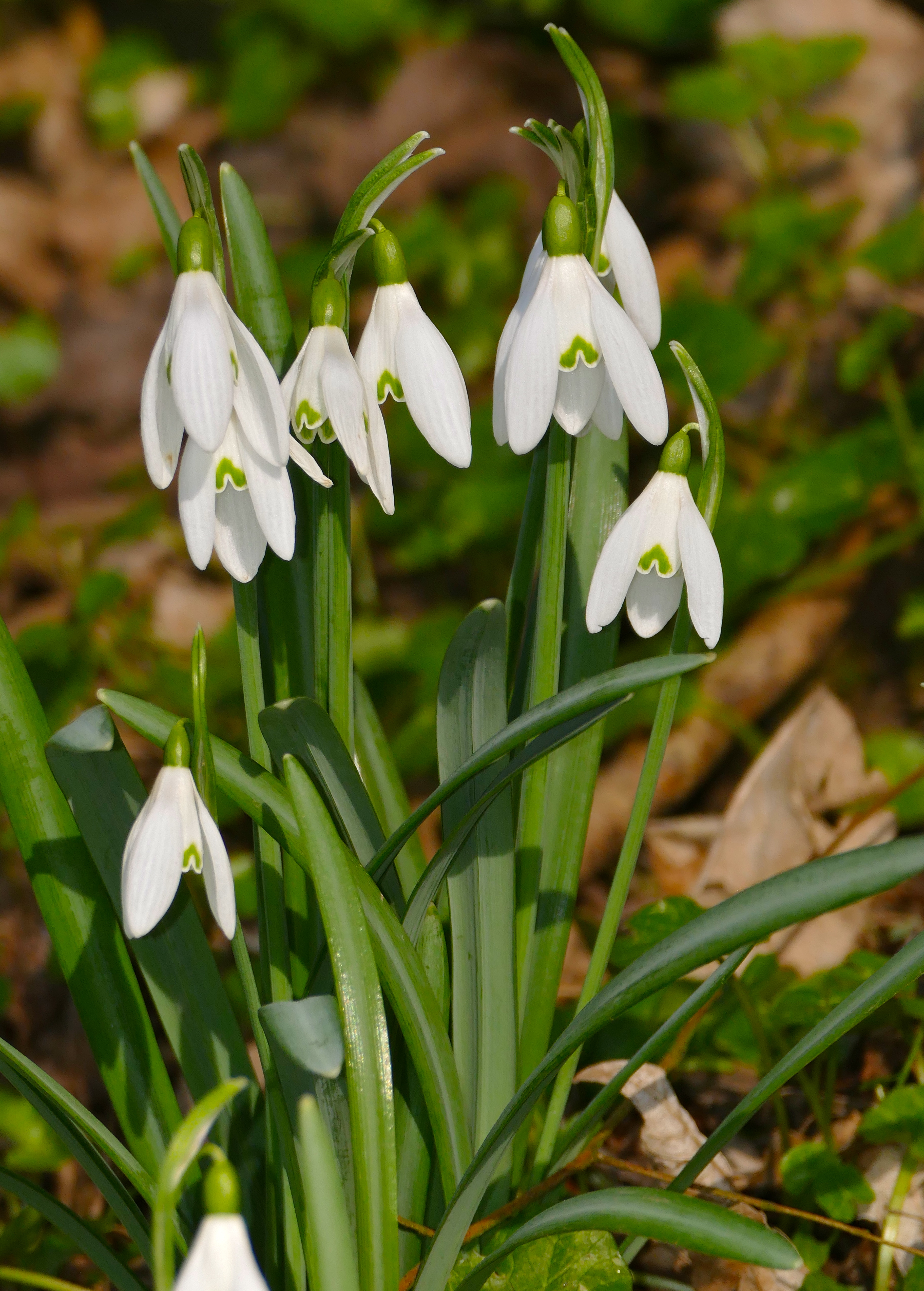
Perce-neige.
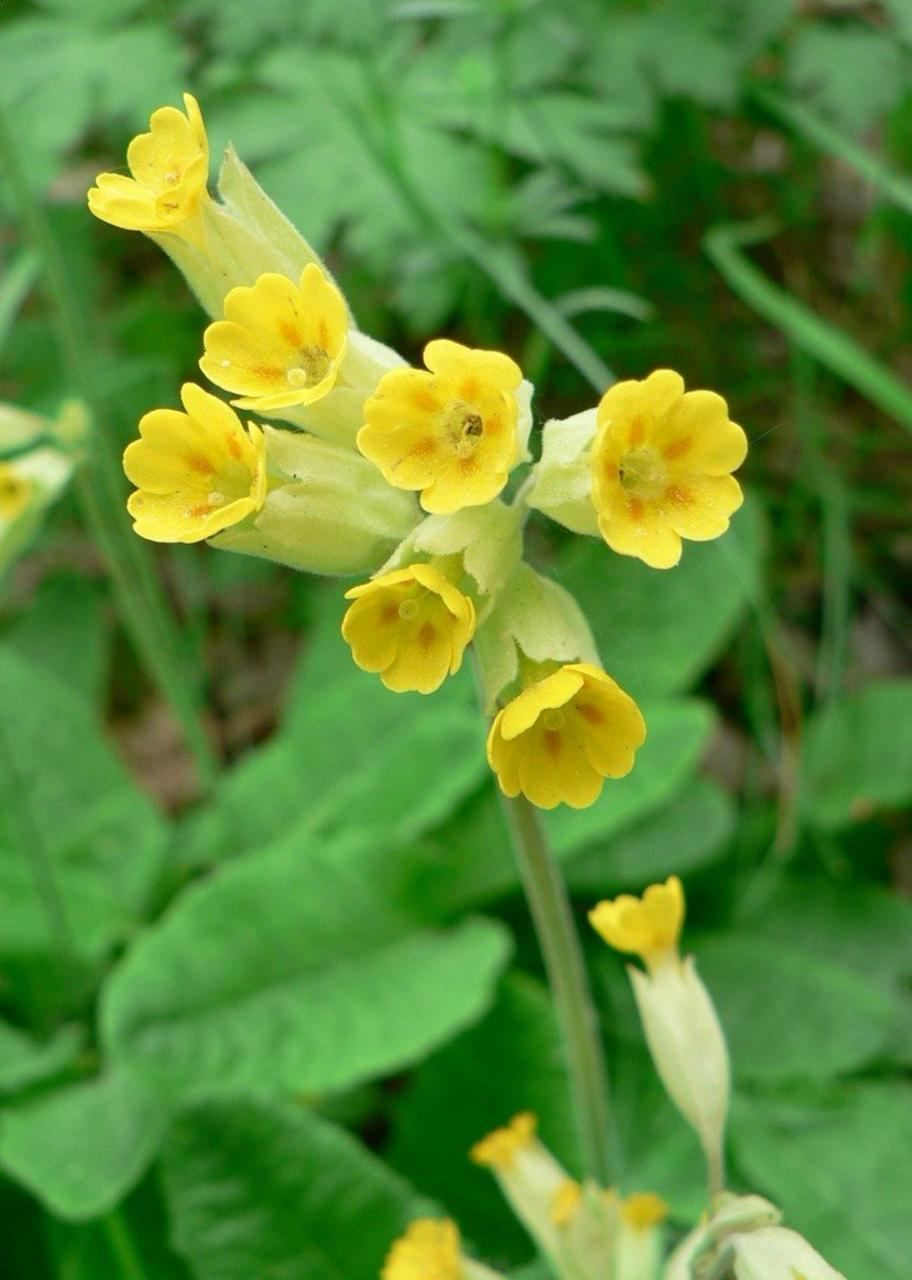
Coucou.
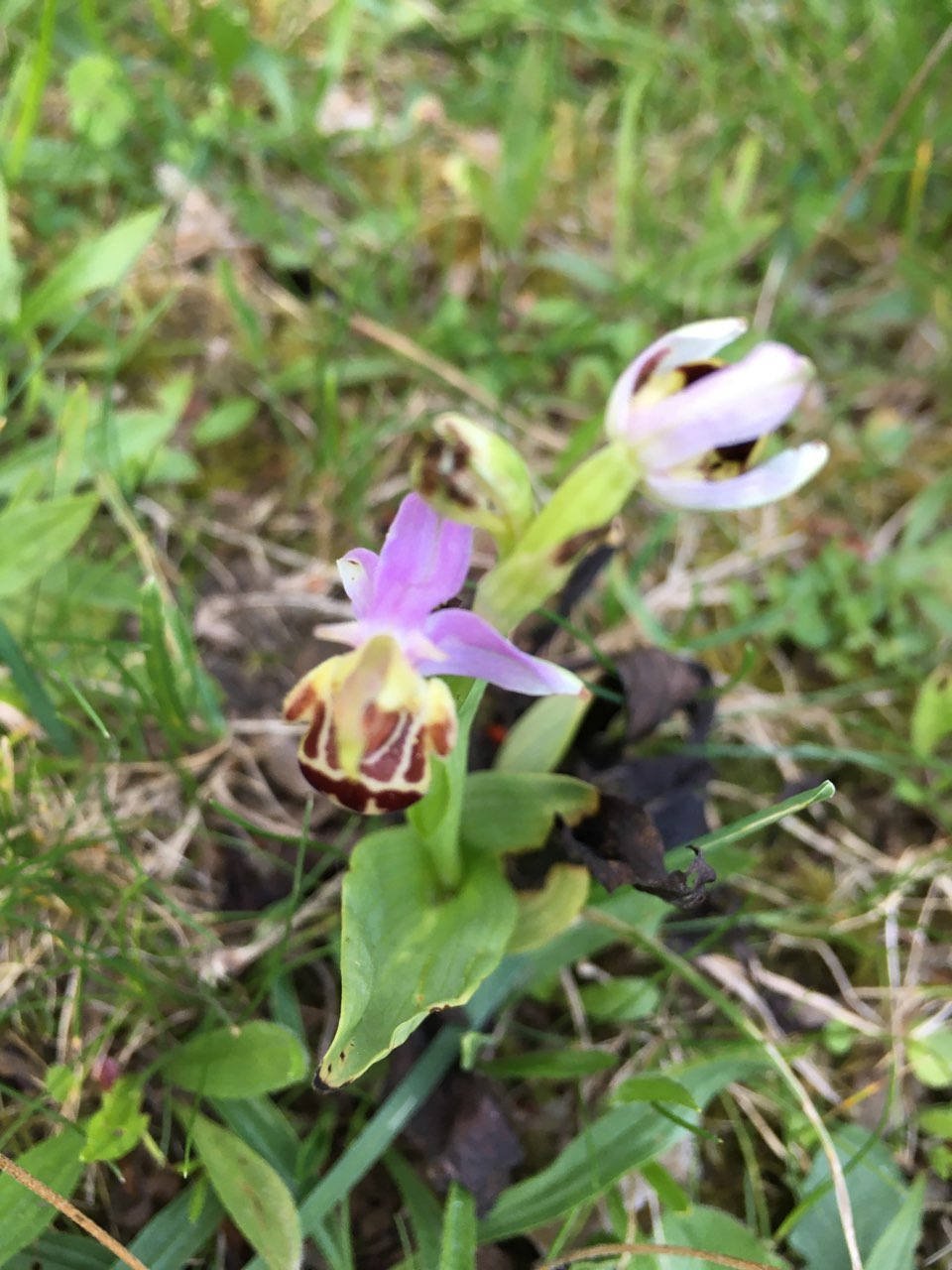
Ophrys abeille.
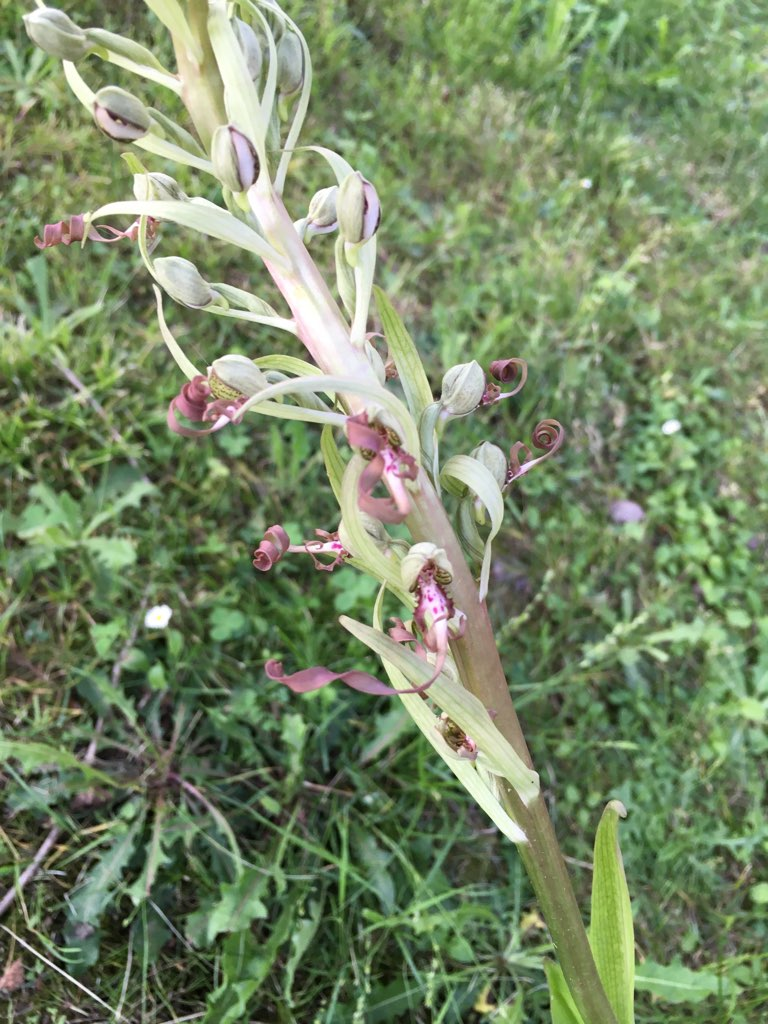
Orchis bouc.

Quelques espèces animales présentes dans le parc :

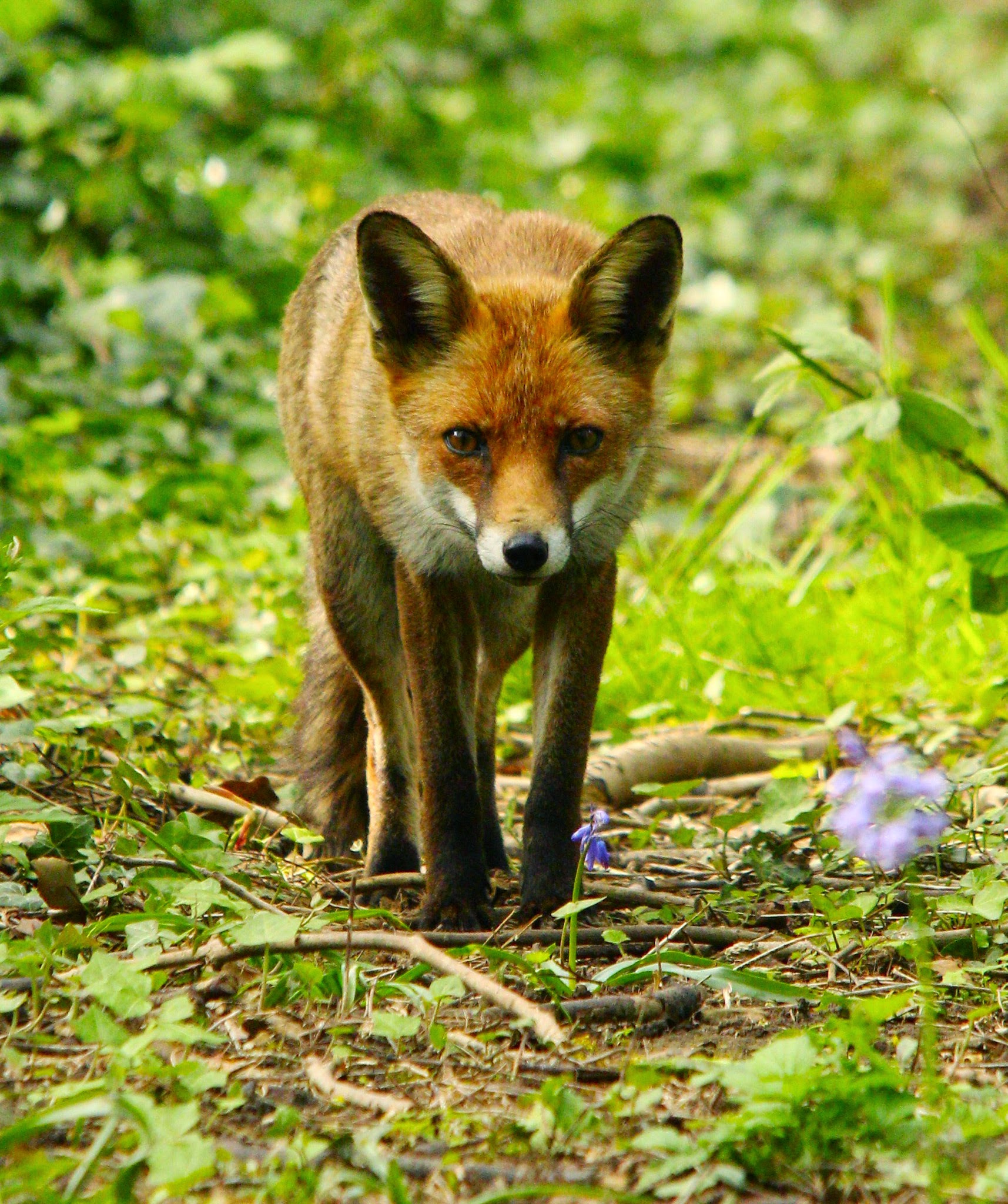
Renard roux.
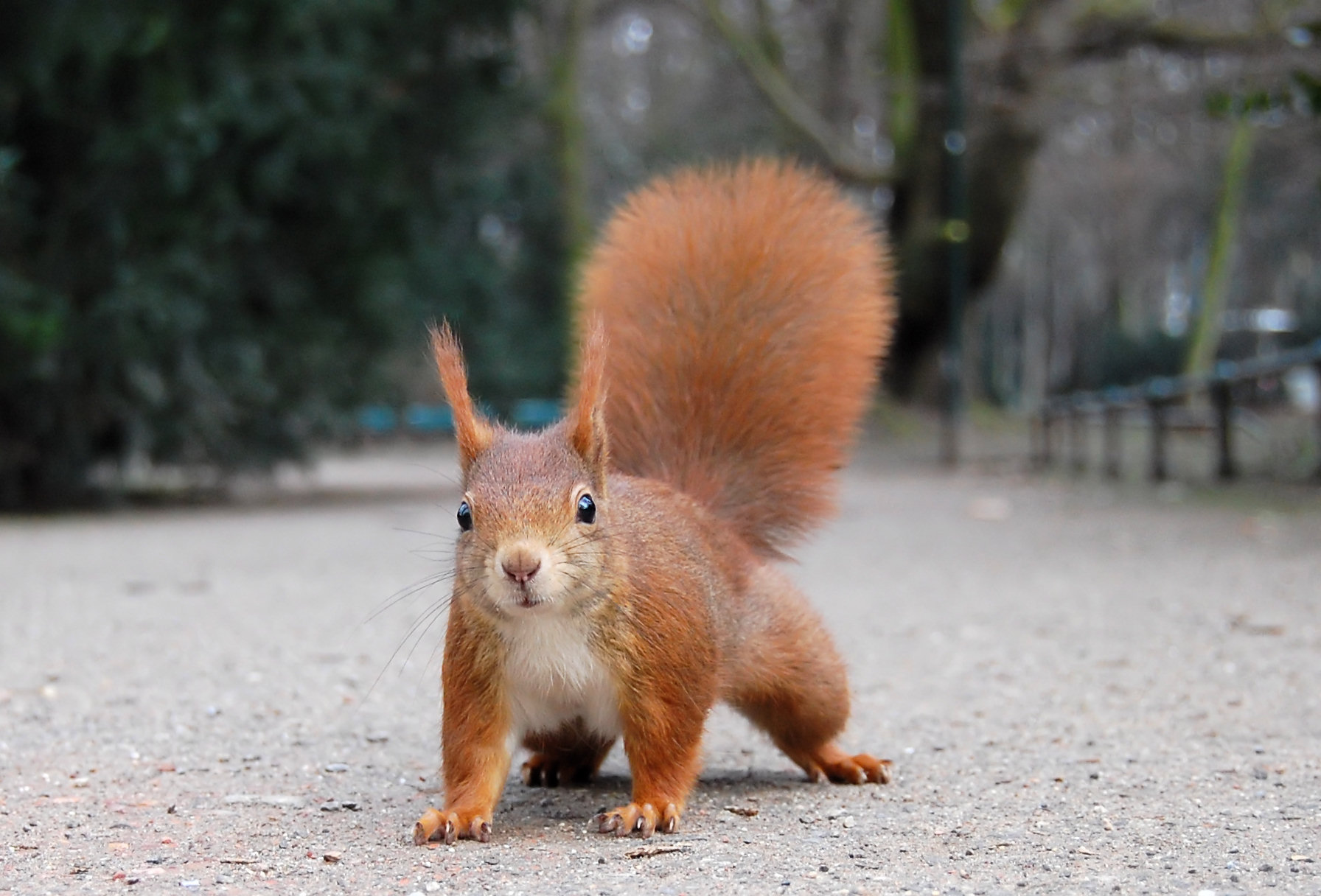
Écureuil roux.
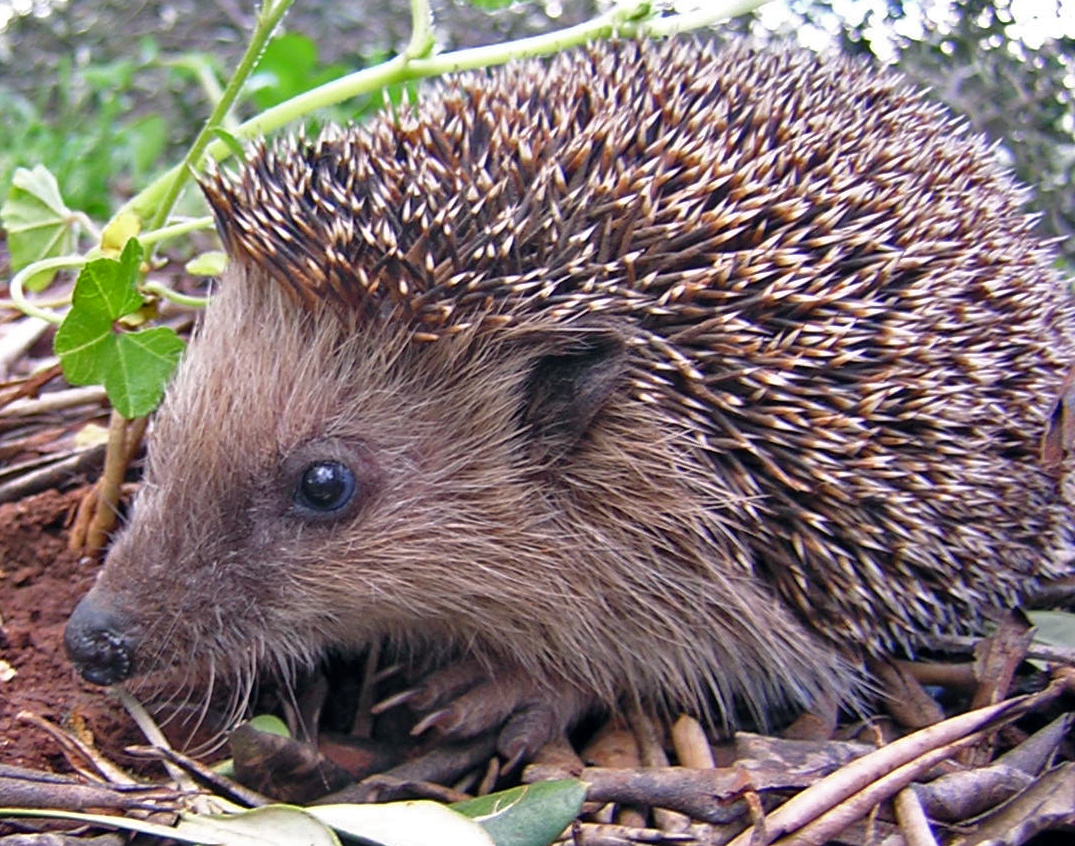
Hérisson commun.
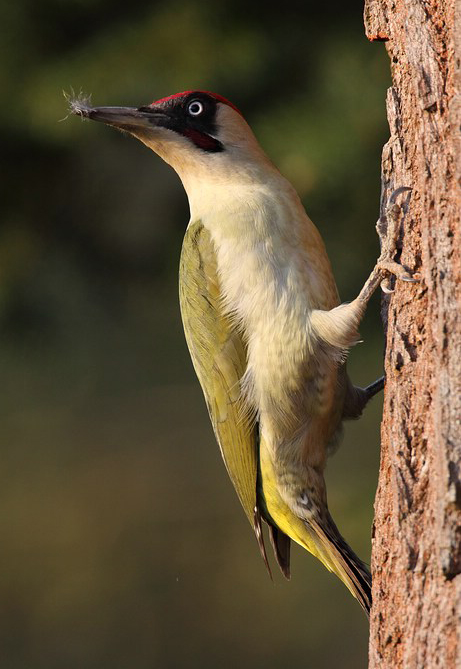
Pic vert.
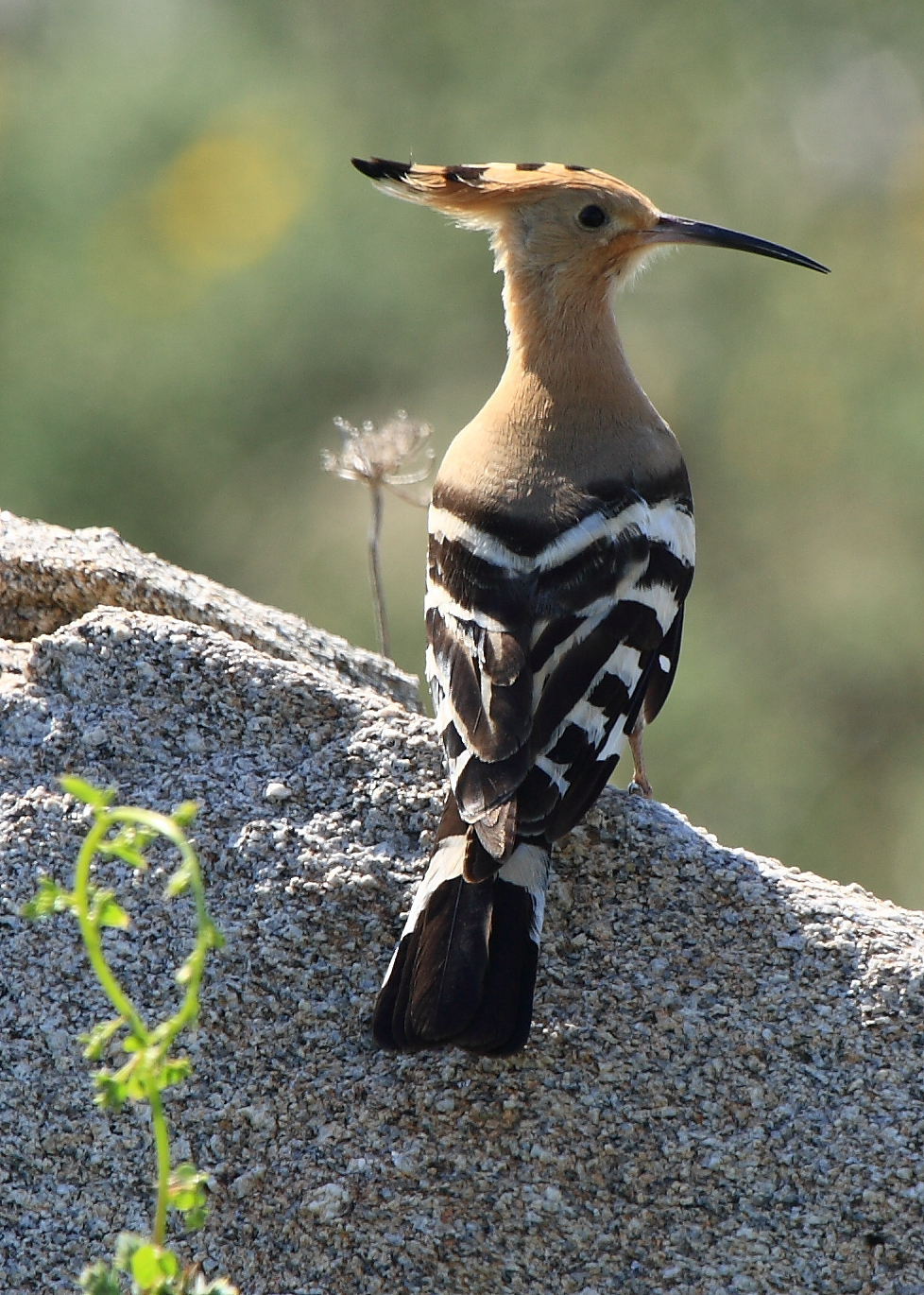
Huppe fasciée.
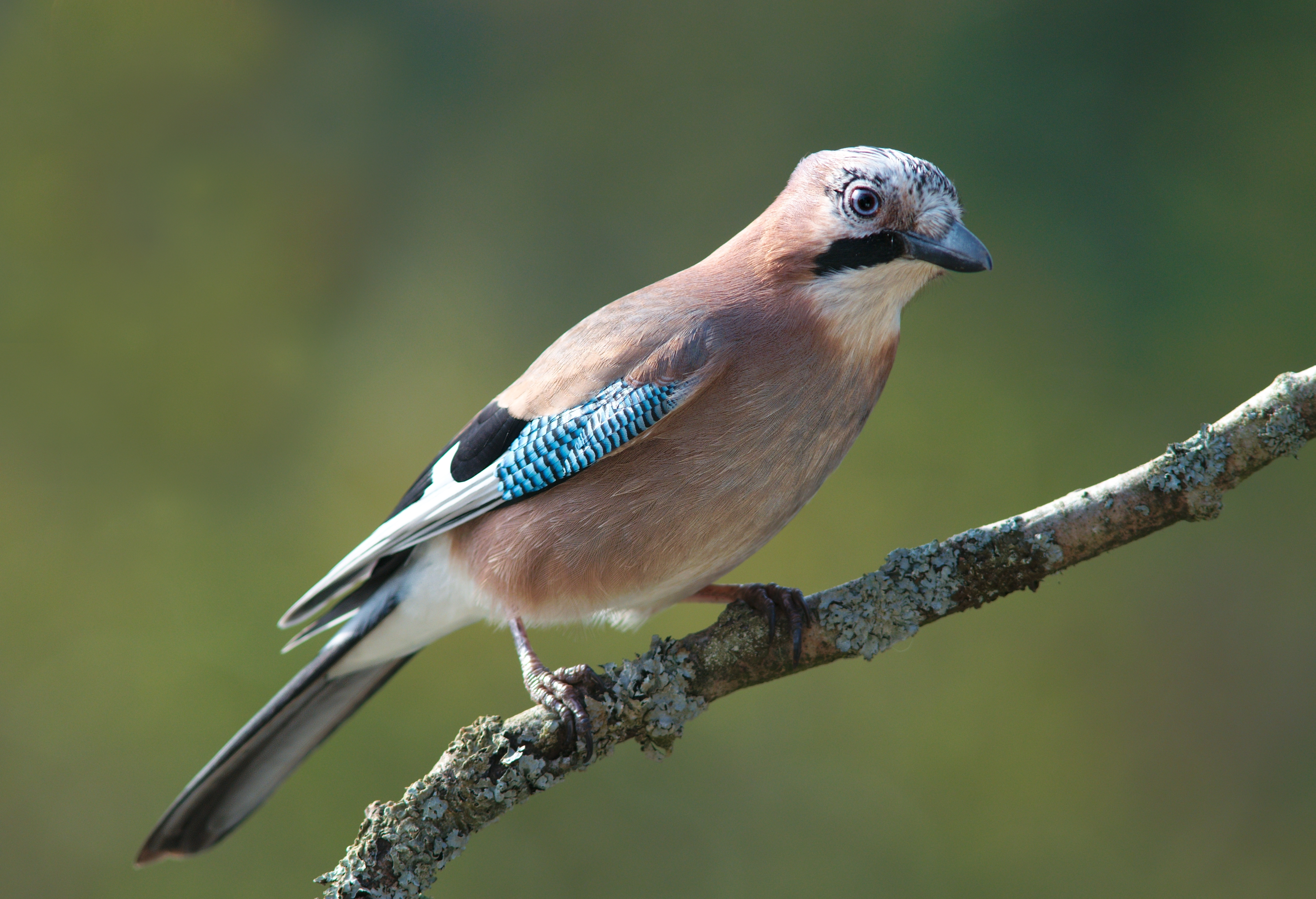
Geai des chênes.
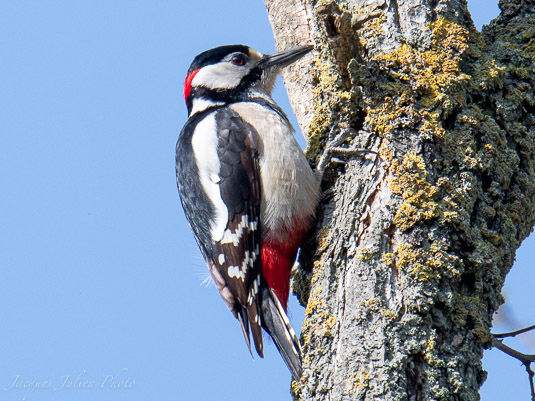
Pic épeiche.
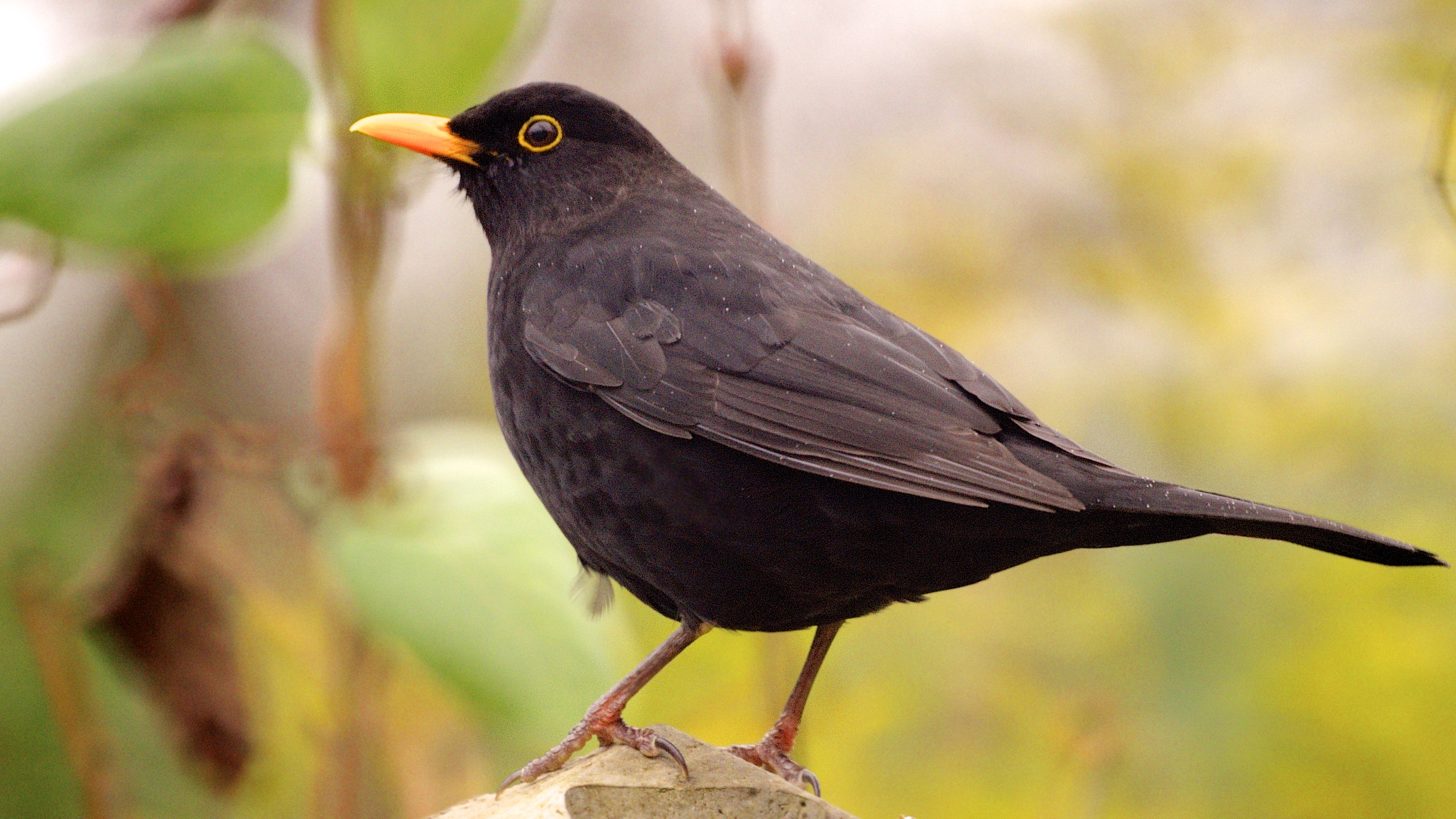
Merle noir.
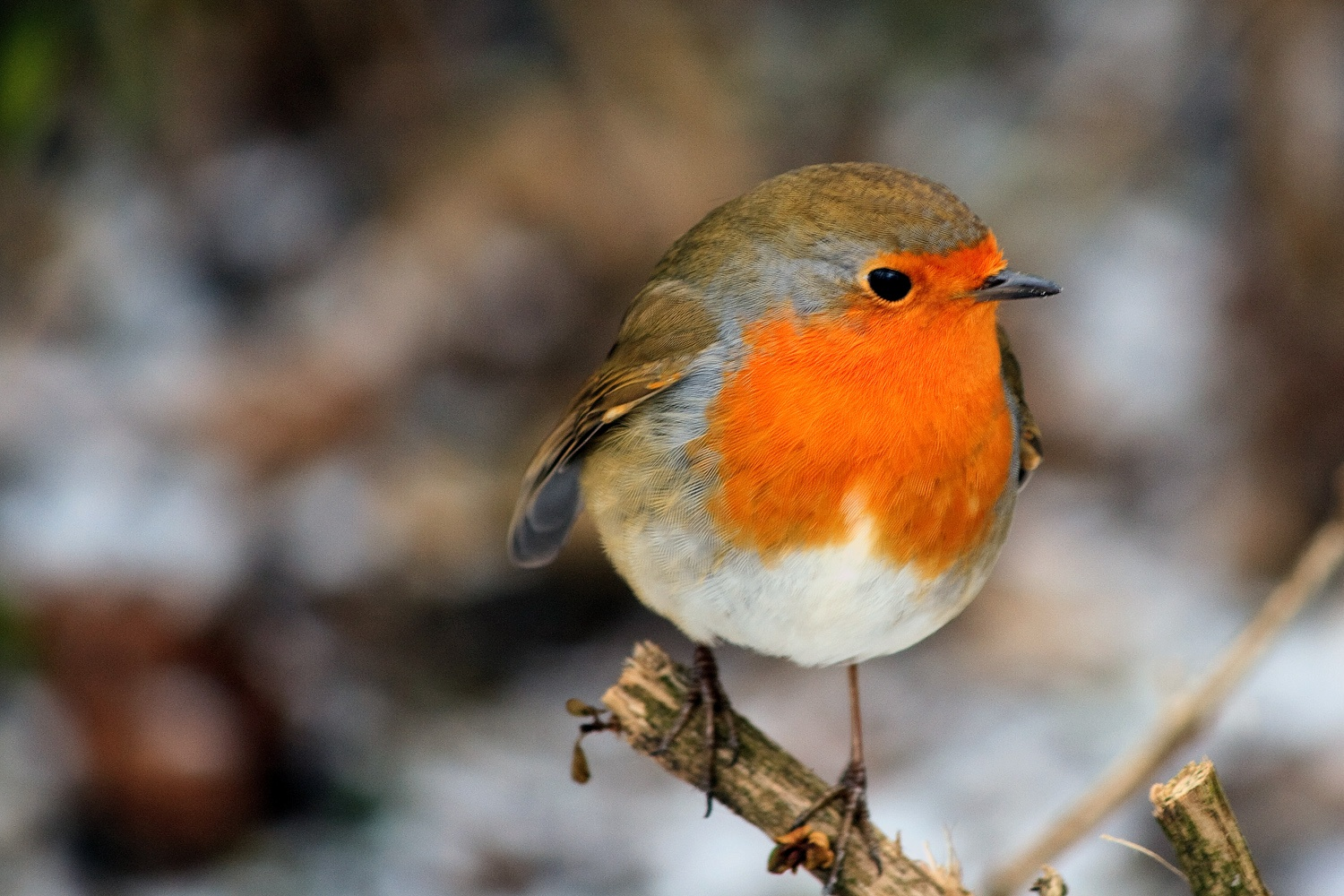
Rouge-gorge familier.
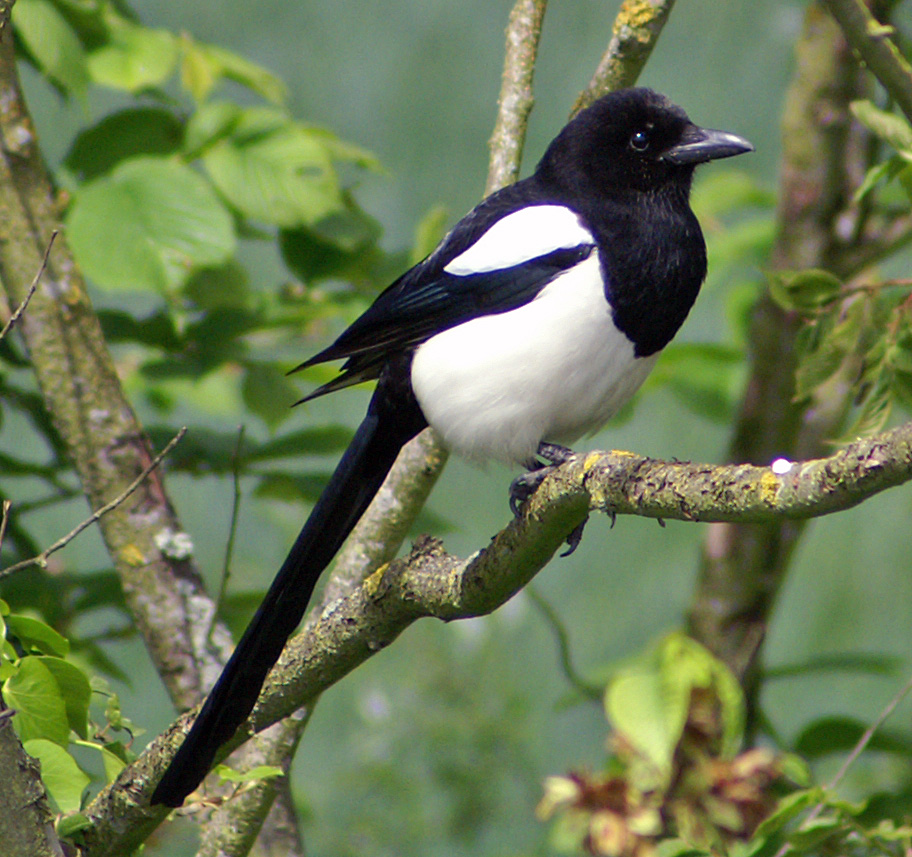
Pie bavarde.

### Plaques commémoratives
Cinq plaques commémoratives situées devant l'entrée du restaurant scolaire rappellent la participation des anciens élèves et professeurs de la cité scolaires aux différents conflits auxquels a été confrontée la France depuis la fin du XIXe siècle :

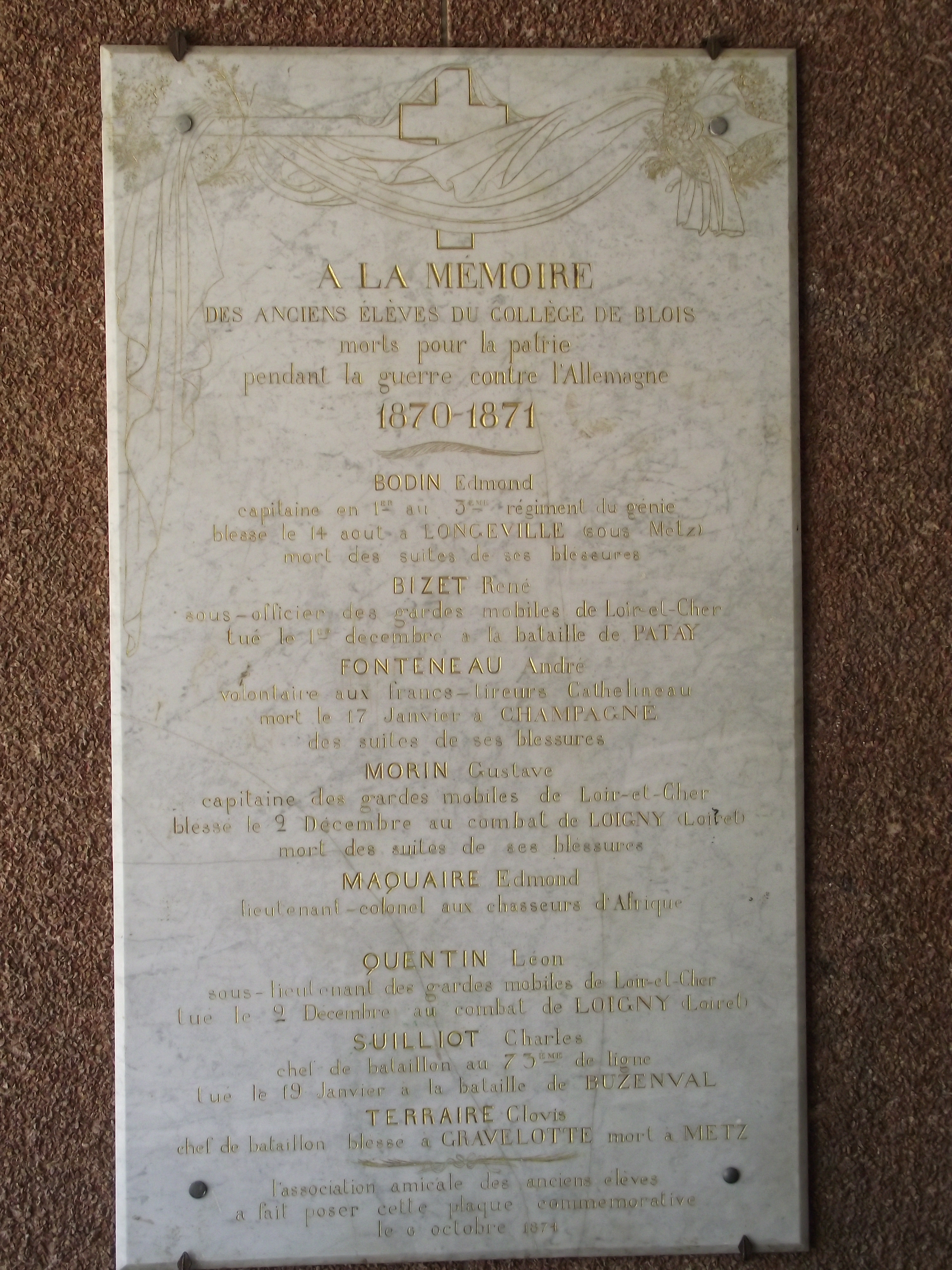
Anciens élèves morts pendant la Guerre franco-allemande de 1870.
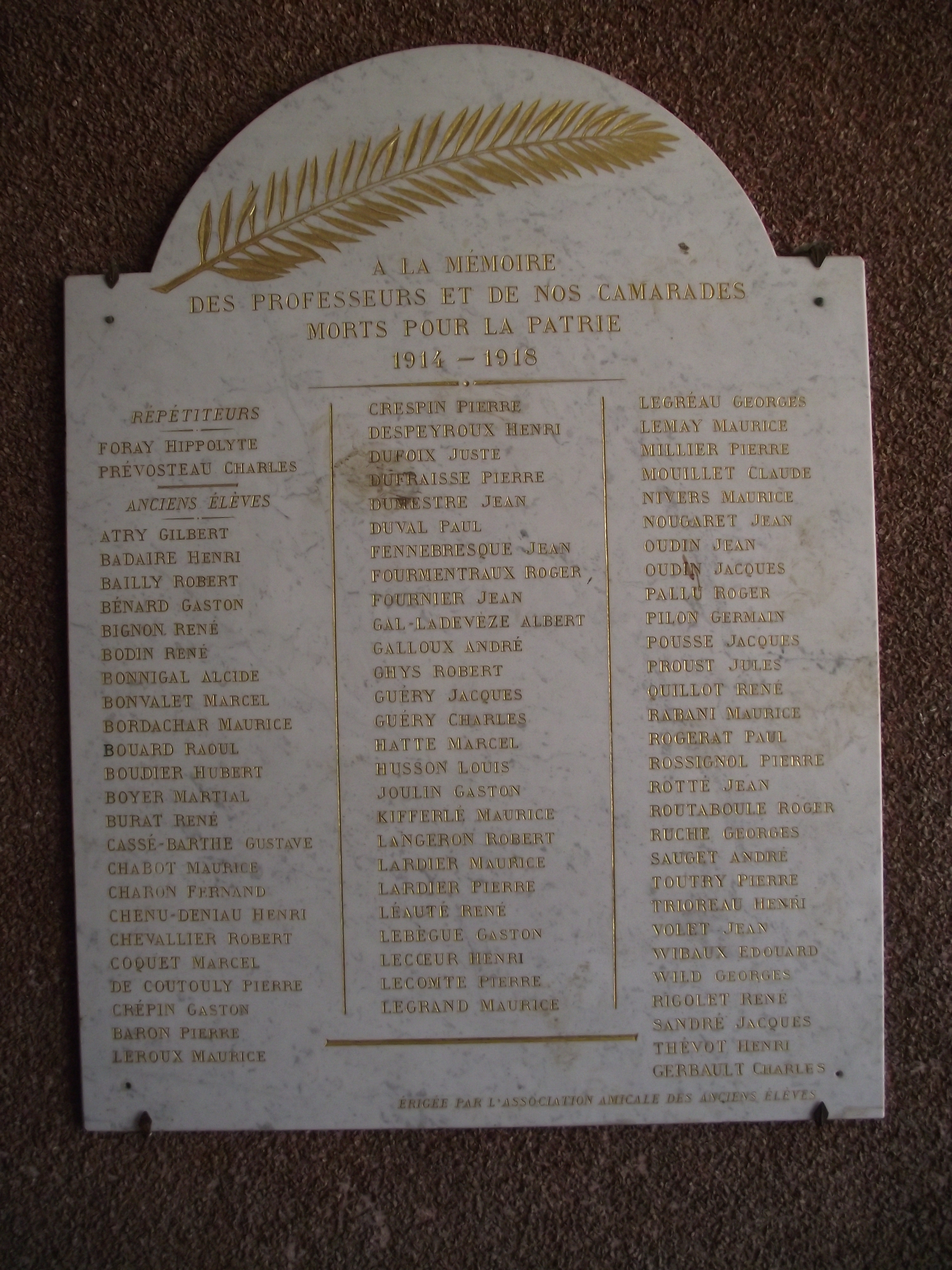
Anciens élèves et professeurs morts durant la Première Guerre mondiale.
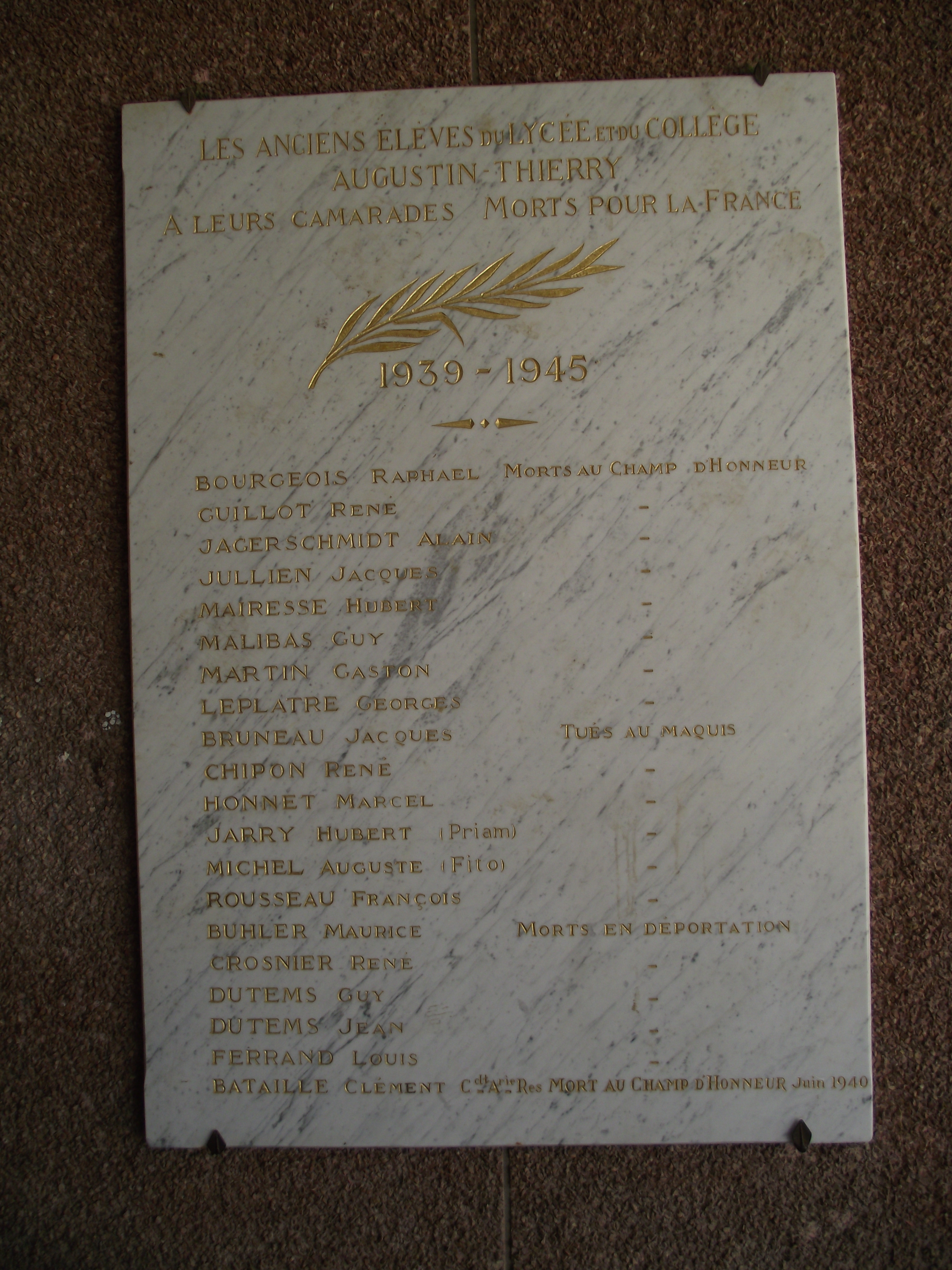
Anciens élèves morts pendant la Seconde Guerre mondiale.
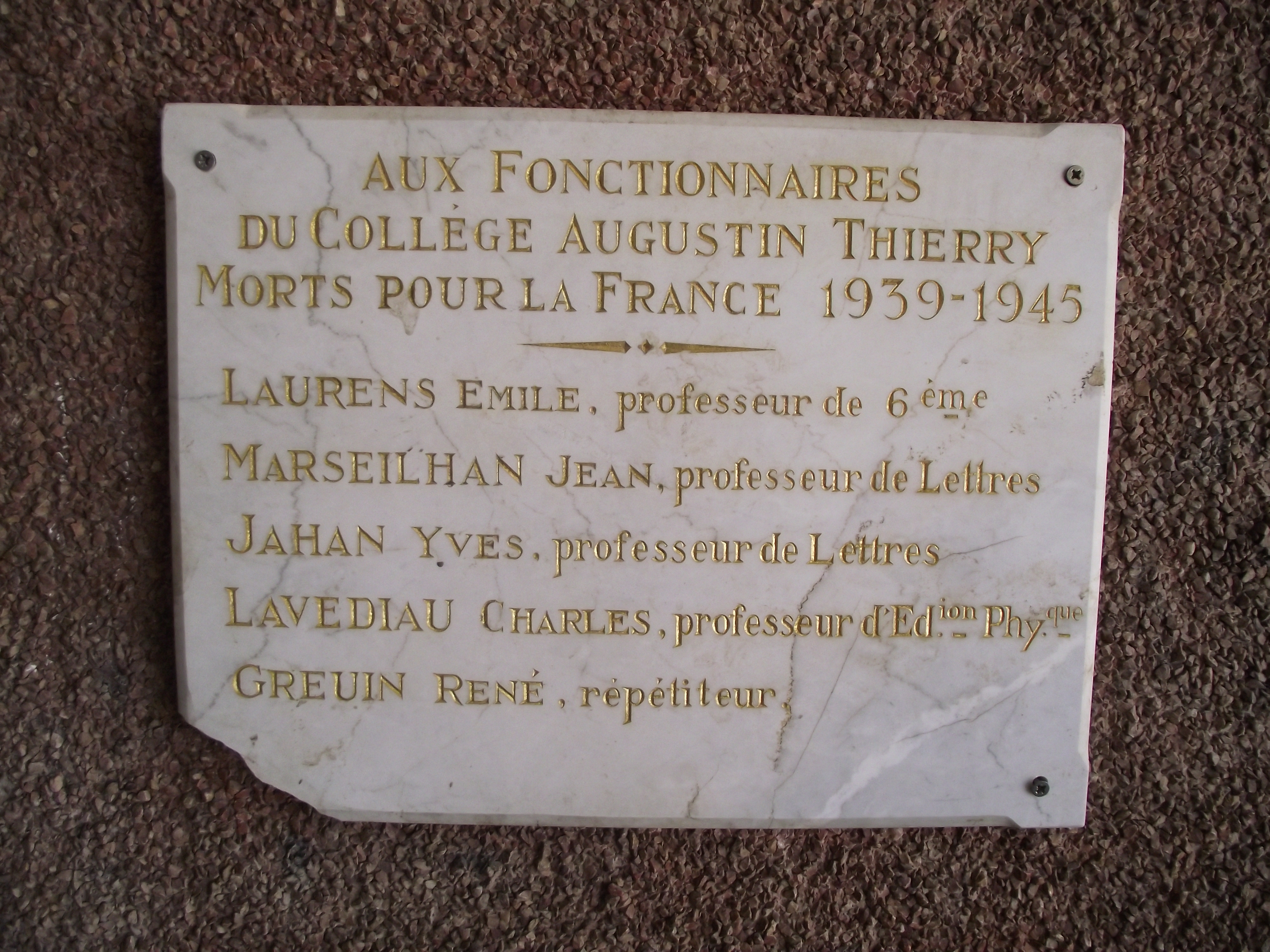
Anciens personnels morts pendant la Seconde Guerre mondiale.
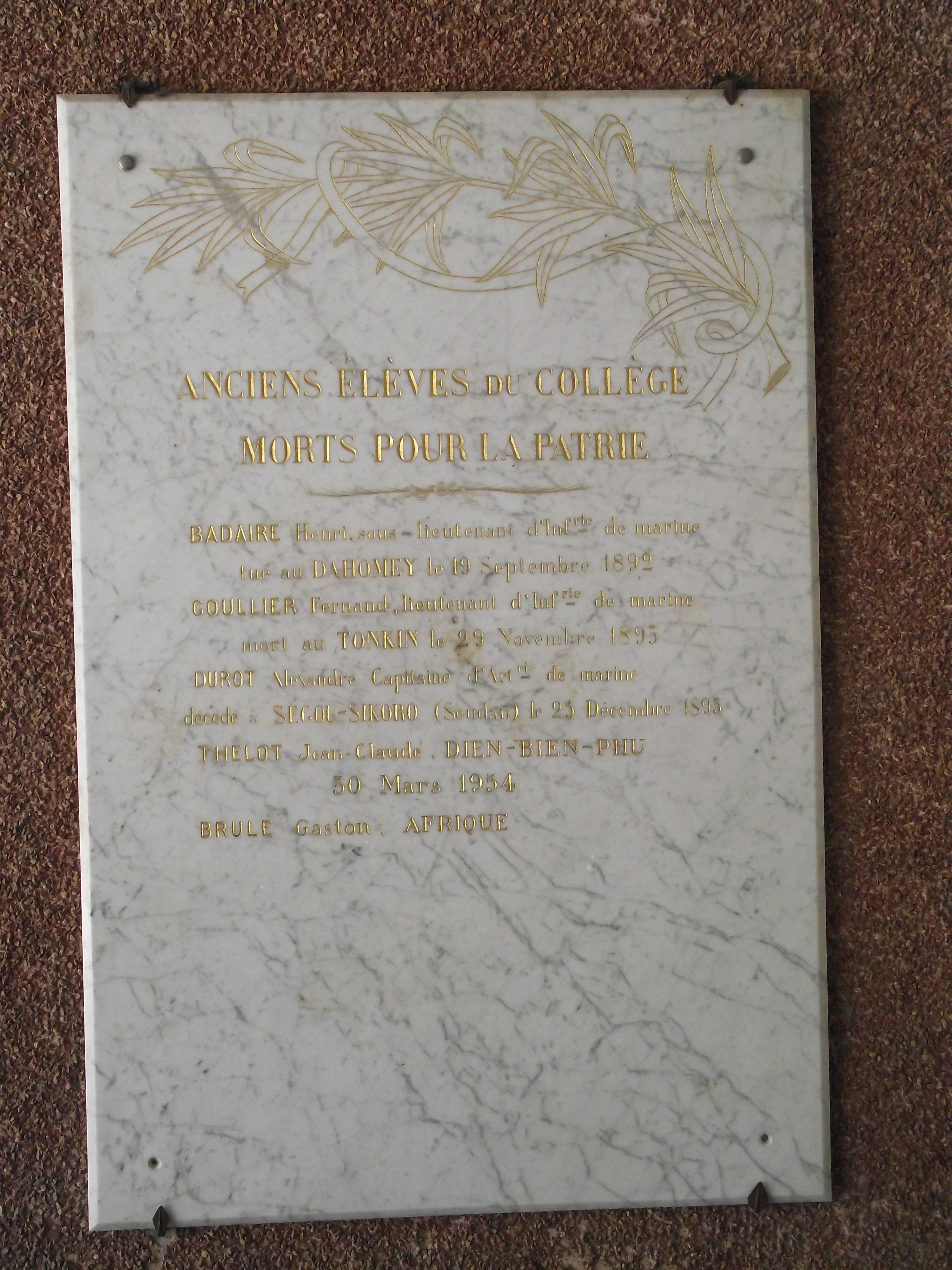
Anciens élèves morts pendant les guerres coloniales.

À l'extérieur de la cité scolaire, au No 8 de la rue du Bourg-Moyen, une autre plaque rappelle le souvenir de l'ancien collège du Bourg-Moyen, bombardé en 1940 :

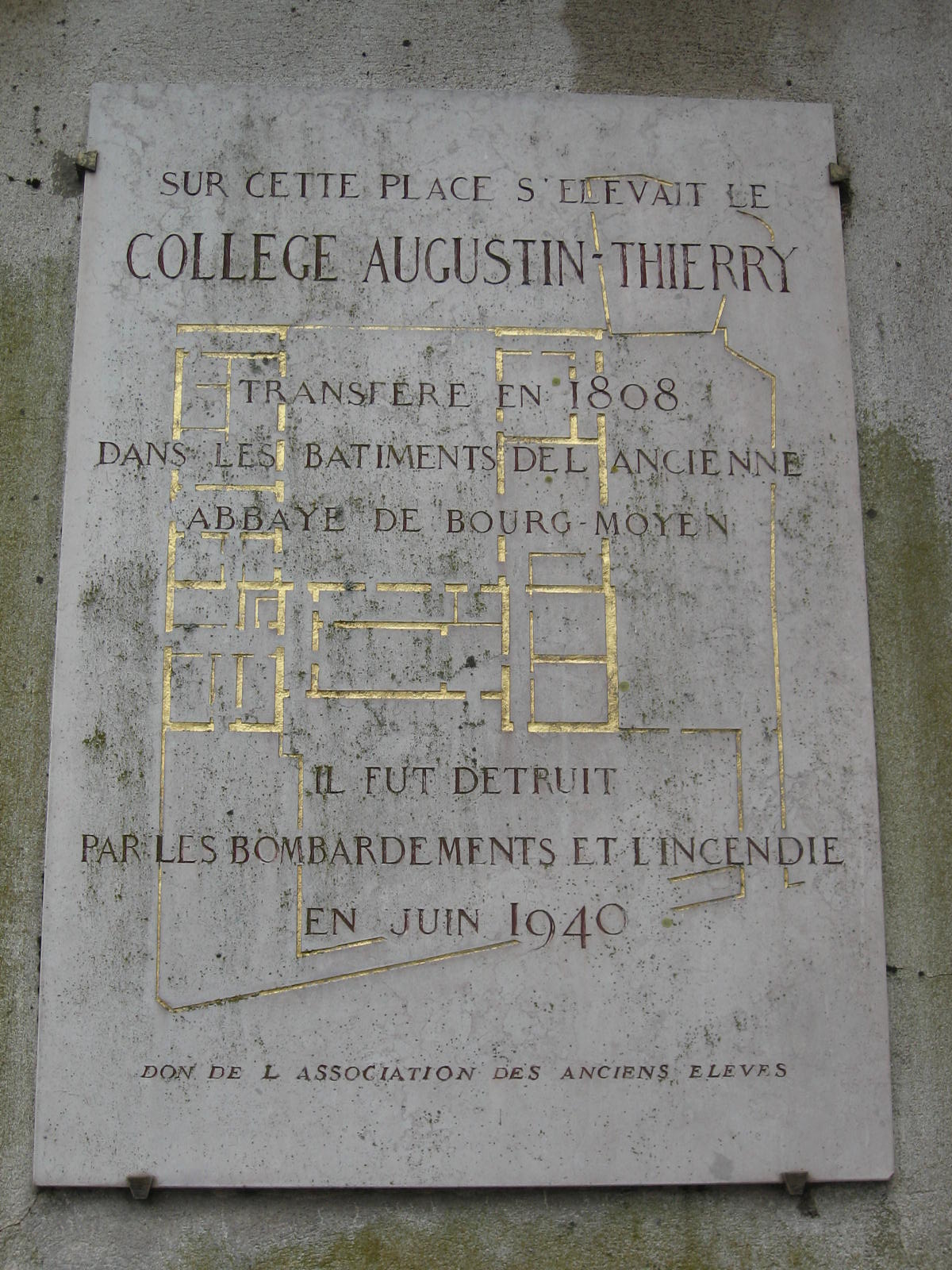
Ancien collège du Bourg-Moyen.

## Direction et services

### Instances directives et assemblées
Le fonctionnement de la cité scolaire Robert-Badinter est similaire à celui de tous les collèges et les lycées français.
Le collège a, à sa tête, un conseil d'administration (CA) composé de 24 membres : 8 représentants du personnel, 8 représentants des parents d'élèves et des élèves et 8 représentants des collectivités territoriales, de l'administration de l'établissement et de personnalités qualifiées. Ce CA gère les affaires du collège et vote notamment le projet d'établissement, les règles d'organisation et le budget. À côté du CA, se trouvent différentes instances, parmi lesquelles le comité d'éducation à la santé et à la citoyenneté (CESC), qui exerce des missions concernant l'éducation à la citoyenneté, la prévention de la violence, l'aide aux parents en difficulté et l'éducation à la santé, à la sexualité et à la prévention des conduites à risques.
Le lycée polyvalent (LGT et SEP) a, quant à lui, à sa tête un CA composé de 30 membres (10 représentants du personnel, 10 représentants des parents d'élèves et des élèves et enfin 10 représentants des collectivités territoriales, de l'administration de l'établissement et de personnalités qualifiées) dont les fonctions sont les mêmes que celles du CA du collège. À côté du CA, se trouvent différentes instances : le CESC dont le rôle est le même que celui du collège ; le conseil des délégués pour la vie lycéenne (CVL) qui donne son avis sur l'organisation du temps scolaire, du travail personnel, l'information sur l'orientation et la santé ; le comité d'hygiène et de sécurité (CHS) qui contribue à la protection de la santé et de la sécurité et à l'amélioration des conditions de travail.
Enfin, au sein de chaque classe de l'établissement, deux délégués des élèves représentent leurs camarades au moment des conseils de classe ou des conseils de discipline,.

### Provisorat, vies scolaires et intendance

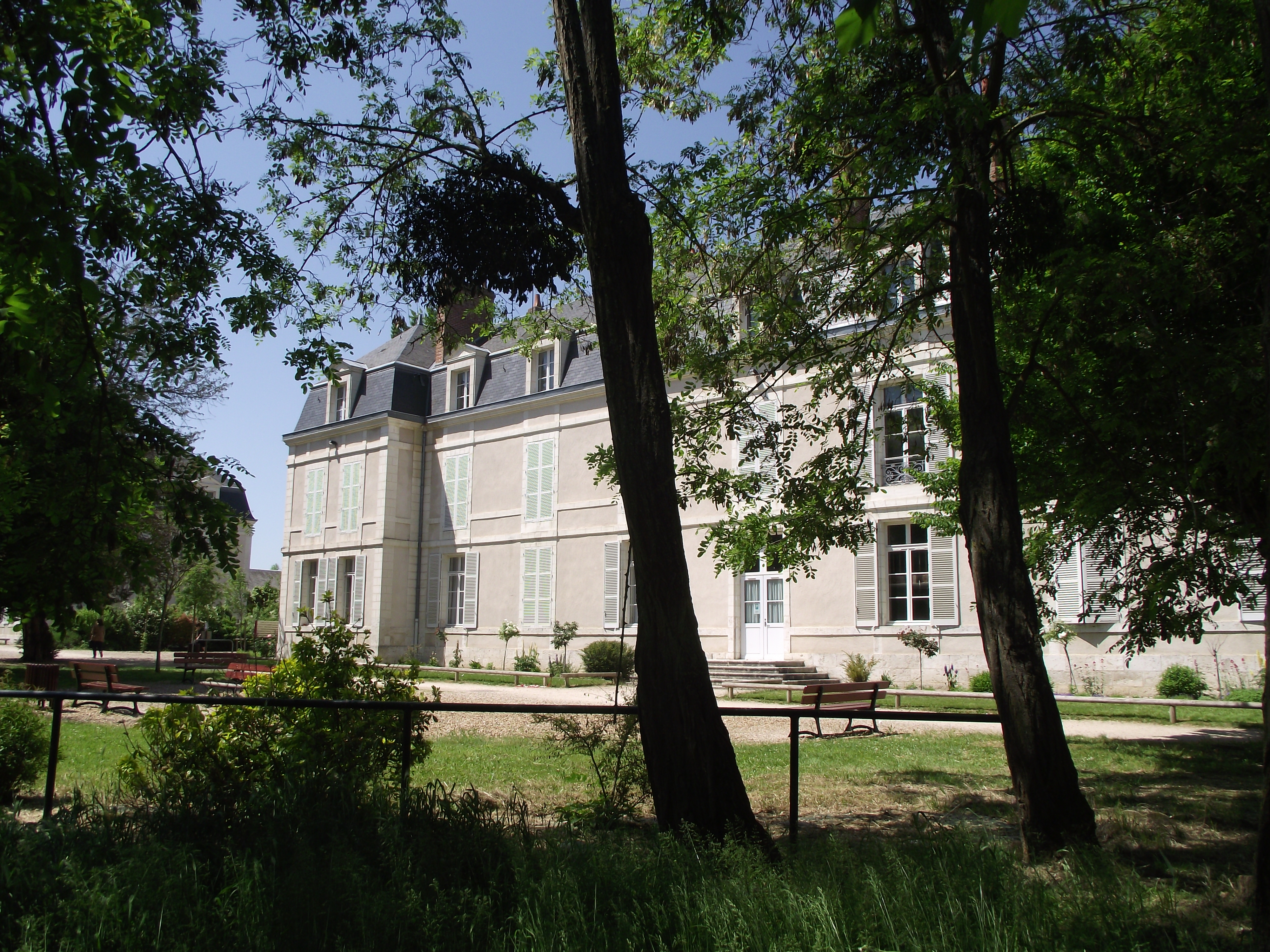
Le bâtiment Lunier en 2012.

Le bâtiment Lunier abrite le provisorat de la cité scolaire[réf. nécessaire]. On y trouve ainsi les bureaux du proviseur, Jérôme Lauxire (à la direction de l'établissement depuis janvier 2020), et de ses adjoints, Rémi Artige (à la tête du LGT depuis la rentrée 2024), Christelle Moulin (en poste à la section professionnelle depuis 2021) et Karine Harribey (à la direction du collège depuis 2021). C'est également au bâtiment Lunier que se trouvent les différents secrétariats de la cité scolaire[réf. nécessaire],.
La vie scolaire du lycée est centralisée dans le bâtiment Glaïeuls[réf. nécessaire]. Des annexes sont cependant réparties en différents points de la cité scolaire : le bâtiment Descartes pour le LGT et les bâtiments Lavoisier et Vinci pour la section professionnelle[réf. nécessaire]. La vie scolaire du collège est, quant à elle, située dans le bâtiment Curie[réf. nécessaire]. Au total, quatre conseillers principaux d'éducation (CPE) secondés par des assistants d'éducation y assurent la surveillance de l'établissement et le suivi des élèves[réf. nécessaire].
L'intendance dispose de locaux situés dans le bâtiment Balzac[réf. nécessaire]. Dirigée par une équipe de neuf personnes ayant à sa tête l'adjoint-gestionnaire William Feldle, l'intendance gère une soixantaine de personnels ATOSS, parmi lesquels se trouvent entre autres une concierge, des jardiniers, un électricien, un plombier, des secrétaires, etc.

### Internat, infirmerie et restauration

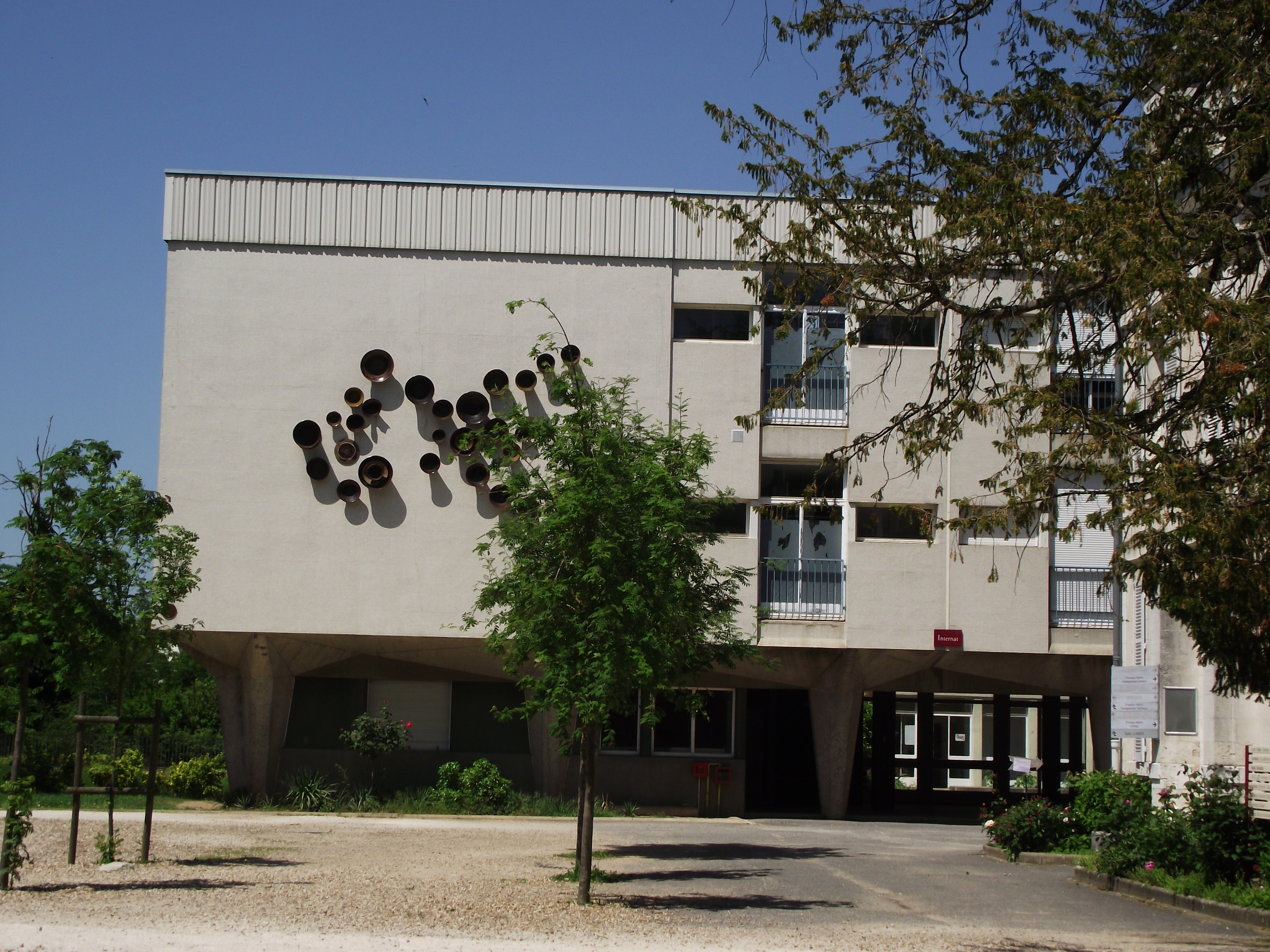
L'internat du lycée, mai 2012.

Installé dans le bâtiment Joséphine-Baker, l'internat de la cité scolaire est ouvert aux lycéens (garçons et filles) de l'établissement ainsi qu'à ceux du lycée Camille-Claudel,. Composé d'une soixantaine de chambres qui accueillent, en moyenne, quatre élèves, l'internat comporte 216 places : 148 pour les garçons et 68 pour les filles. Chaque étage de l'internat comporte quatre salles de bains, elles-mêmes équipées de huit douches et seize lavabos.
Le bâtiment Joséphine-Baker accueille également une infirmerie[réf. nécessaire], ouverte aux élèves chaque jour de la semaine de 7 h 30 à 21 h 15 (sauf le vendredi où elle ferme à 18 h). Du lundi au jeudi, cette infirmerie est également accessible la nuit pour les internes.
Localisée dans le bâtiment Balzac[réf. nécessaire], la cantine scolaire emploie un chef (David Juranville), quatre cuisiniers, quatre aides de cuisine et un magasinier auxquels s'ajoutent sept personnels de service. Le restaurant sert, chaque jour, en moyenne 1 200 déjeuners (servis entre 11 h 15 et 13 h 15) et 200 petits-déjeuners et dîners. Les produits qui y sont servis proviennent de fournisseurs locaux ou régionaux (criée de Tours pour le poisson, producteurs et grossistes locaux pour les légumes, etc.). Pour assurer l'hygiène, le restaurant scolaire utilise un système de contrôle à la réception des produits et une traçabilité.

### CDI du collège et 4C du lycée

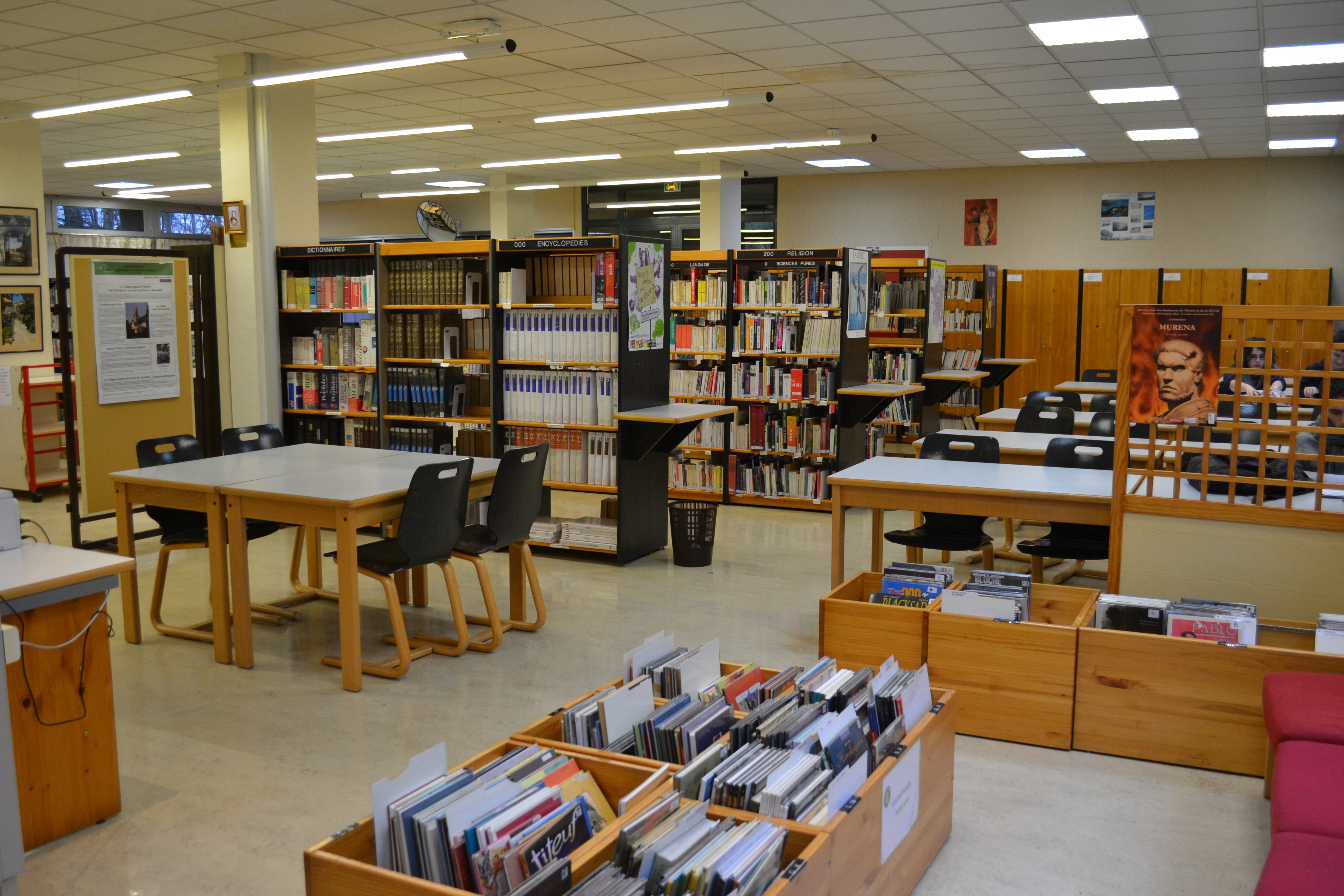
La salle de lecture de l'ancien CDI du lycée, telle qu'elle se présentait en 2013.

Tenu par deux professeurs documentalistes, le centre de documentation et d'information (CDI) du collège est ouvert aux élèves tous les jours de 8 h à 12 h et de 13 h à 16 h, sauf le mercredi (où il ferme à 12 h) et le vendredi (où il ferme à 14 h)[réf. nécessaire]. Le CDI du collège affiche plusieurs missions : inviter les jeunes à lire, à s'orienter, à s'initier à la recherche documentaire, à faire leurs devoirs et à participer à différents concours[réf. nécessaire].
Animé par deux professeurs documentalistes, le centre de connaissance et de culture connecté (4C, ex CDI) du lycée polyvalent se divise en quatre espaces : une salle de travail de 46 places, un coin lecture de 12 places, une salle de travail en groupe de 15 places et deux salles informatiques contenant 20 ordinateurs[réf. nécessaire]. Le 4C est ouvert tous les jours de 8 h à 18 h, sauf le mercredi (où il ferme à 13 h) et le vendredi (où il ferme à 17 h)[réf. nécessaire]. Il a pour mission de réunir et de gérer une collection de documents répondant aux besoins documentaires des élèves et de l'équipe éducative. Il doit par ailleurs contribuer à former les élèves à la maîtrise de l'information et participer à l'ouverture culturelle de ceux-ci[réf. nécessaire].

### MDL et gymnases
La maison des lycéens Jean-Germanaud (MDL) sert à la fois de cafétéria, de local pour les différents clubs du lycée (musique, danse, photo, robotique, journal) et de salle de jeux. Elle abrite ainsi un billard, un baby-foot et divers jeux de société à destination des élèves[réf. nécessaire]. La MDL tient par ailleurs lieu de foyer socio-éducatif du lycée et succède au FSE créé après mai 1968. Pendant plusieurs années, la MDL du lycée est la seule du genre à Blois. Elle sert d'ailleurs de source d'inspiration aux élèves du lycée Sonia-Delaunay lorsque ceux-ci décident d'en créer une en 2009.
La cité scolaire possède deux gymnases[réf. nécessaire], dont le plus grand et le plus récent date de 2013. Elle dispose en outre d'une halle sportive et de terrains omnisports adaptés au basket, au tennis, au handball ou à la course[réf. nécessaire].

## Offre éducative et culturelle

### Collège

#### Cursus scolaire au collège
Outre les dix disciplines du tronc commun (français, mathématiques, histoire-géographie, éducation morale et civique, sciences de la vie et de la Terre, physique-chimie, technologie, musique, arts plastiques et éducation physique et sportive) et l'accompagnement personnalisé, les élèves de sixième du collège Augustin-Thierry doivent étudier l'anglais en tant que première langue vivante (LV1),. Malgré la « réforme du collège de 2015 » (qui a provoqué la fermeture de la section bilangue anglais-espagnol de l'établissement), ils peuvent par ailleurs intégrer la classe bilangue anglais-allemand,.
En cinquième, l’emploi du temps des élèves s’étoffe. S'ils n'ont pas opté pour la section bilangue en sixième, ils doivent étudier une seconde langue vivante (LV2), à savoir l'allemand ou l'espagnol,,. Ils doivent en outre suivre deux enseignements pratiques interdisciplinaires (EPI). S'ils le souhaitent, ils peuvent également s'initier au latin dans le cadre de l'option langues et cultures de l'Antiquité,. En quatrième, le cursus des élèves s'inscrit dans la stricte continuité du programme de cinquième. En troisième, la charge de travail des élèves s'intensifie, dans la perspective du brevet. Outre les disciplines étudiées précédemment, les élèves qui le souhaitent peuvent s'initier au grec ancien,. Ils effectuent par ailleurs un stage en entreprise,.
Le collège Augustin-Thierry dispose d'une unité localisée pour l'inclusion scolaire (ULIS), destinée à accueillir des élèves atteints d'un handicap qui ne leur permet pas de suivre une scolarité dans une classe ordinaire,.

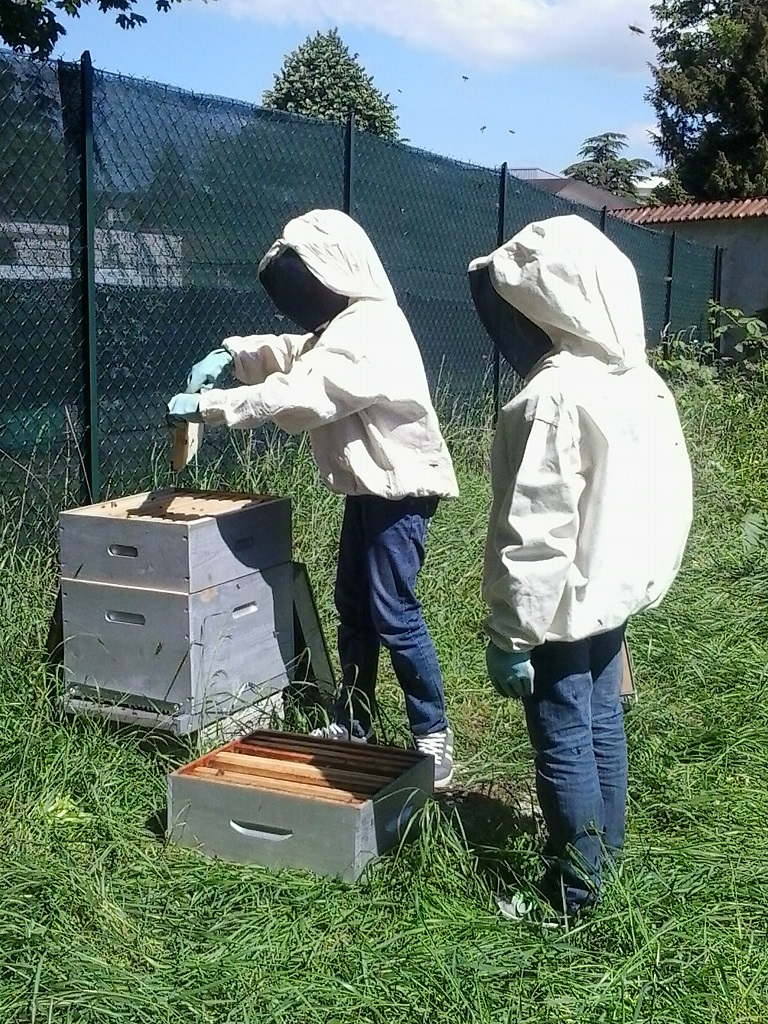
Collégiens travaillant sur une ruche, dans le parc de la cité scolaire.

#### Activités périscolaires et culturelles au collège
Le collège Augustin-Thierry propose différentes activités péri-scolaires aux élèves volontaires.
Dans le cadre de l'union nationale du sport scolaire (UNSS), l'association sportive de l'établissement propose aux jeunes de s'adonner au tennis de table, au badminton, à la natation, à la gymnastique, à l'athlétisme, au handball, à la danse ou à la boxe française. Certaines de ces activités se déroulent dans les locaux de la cité scolaire tandis que d'autres ont lieu sur d'autres sites blésois.
Le midi, les élèves peuvent également participer à différents clubs : journal de l'école, échecs, aéromodélisme, arts du cirque ou initiation à l'apiculture. La participation à un club peut alors donner lieu à des représentations, comme cela a pu être le cas pour les circassiens amateurs, qui se sont produits à l'hôpital et dans une maison de retraite en 2012,. Dans le cadre de l'atelier d'aéromodélisme, les élèves de troisième peuvent en outre préparer le brevet d'initiation aéronautique en collaboration avec l'aérodrome du Breuil.
Enfin, les élèves peuvent participer à un concours d'engins à hélices, baptisé « Hélitec 41 » et organisé par l'établissement depuis 2013 grâce à l'initiative des professeurs de technologie Laurence Fameau et Pascal Duménil,,,.

### Lycée international, général et technologique

#### Cursus scolaire au lycée international

Schéma des études secondaires en France.

En classe de seconde, les élèves du lycée Robert-Badinter suivent, comme tous les élèves du pays, neuf disciplines de tronc commun : français ; mathématiques ; histoire-géographie ; éducation morale et civique (EMC) ; sciences économiques et sociales (SES) ; sciences de la vie et de la Terre (SVT) ; physique-chimie ; sciences numériques et technologie (SNT) et éducation physique et sportive (EPS). Ils poursuivent, par ailleurs, l'étude des deux langues vivantes qu'ils ont découvertes au collège : LVA anglais, allemand ou espagnol et LVB allemand, espagnol, anglais ou arabe. Ils bénéficient en outre d'un accompagnement personnalisé, destiné notamment à l'orientation, au soutien scolaire et à l'approfondissement. En guise d'option facultative, ils peuvent par ailleurs suivre un enseignement général (EPS ; langues et cultures de l'Antiquité (LCA) latin ou grec ; LVC arabe ou cinéma audiovisuel) et/ou un enseignement technologique (création et innovation technologiques ; sciences de l’ingénieur ou sciences et laboratoire),.
À partir de la seconde et jusqu'à la terminale, à condition d'opter pour le voie générale à partir de la première, les élèves peuvent intégrer une section européenne (en anglais, allemand ou espagnol). Ils bénéficient alors d'une heure supplémentaire de langue vivante et d'une heure d'histoire-géographie ou de mathématiques en langue étrangère dispensée par un professeur certifié,,. Ils peuvent aussi intégrer la section binationale franco-espagnole « bachibac ». Cette dernière permet aux lycéens de renforcer suffisamment leur niveau de langue castillane pour présenter, en terminale, le baccalauréat français et le 
bachillerato (es), son équivalent espagnol,.
Depuis la réforme du lycée et la suppression des anciennes filières L, ES et S, les élèves de première et de terminale générales suivent tous les mêmes enseignements de tronc commun : français (en première) puis philosophie (en terminale), histoire-géographie, EMC, enseignement scientifique (2 heures par semaine partagées entre la Physique-Chimie et les SVT), EPS, LVA et LVB. Ils choisissent en outre 3 enseignements de spécialités en première, réduits à 2 en terminale. Le lycée Robert-Badinter propose ainsi les spécialités qui suivent : Histoire-géographie, géopolitique et sciences politiques ; sciences économiques et sociales ; humanités, littérature et philosophie ; mathématiques ; physique-chimie ; sciences de la vie et de la terre ; sciences de l’ingénieur ; numérique et sciences informatiques ; langues, littérature et cultures étrangères anglais ; langues, littérature et cultures étrangères allemand ; langues et cultures de l’Antiquité, latin et grec. Outre ces spécialités, les élèves peuvent suivre différentes options : LVC arabe, LCA ou EPS (en première et terminale) et mathématiques complémentaires ou mathématiques expertes (en terminale).
Pour les élèves préférant la voie technologique, le lycée Robert-Badinter propose à partir de la première des classes de Sciences et Technologies de l’Industrie et du Développement Durable (STI2D). Les élèves de première et terminale y suivent des enseignements en commun : français (en première) puis philosophie (en terminale), histoire-géographie, EMC, Mathématiques, EPS, LVA et LVB et Physique-Chimie. Ils choisissent en outre en terminale un enseignement spécifique (parmi "architecture et construction", "énergies et environnement", "innovation technologique et écoconception", "systèmes d'information et numériques") qui viendra remplacer les enseignements "Innovation technologique" et "Ingénierie et développement durable".

#### Unité pédagogique pour élèves allophones arrivants
Le lycée Robert-Badinter dispose d'une unité pédagogique pour élèves allophones arrivants (UPE2A), destinée à enseigner la langue française aux jeunes primo-arrivants.

#### Activités périscolaires et culturelles au lycéee

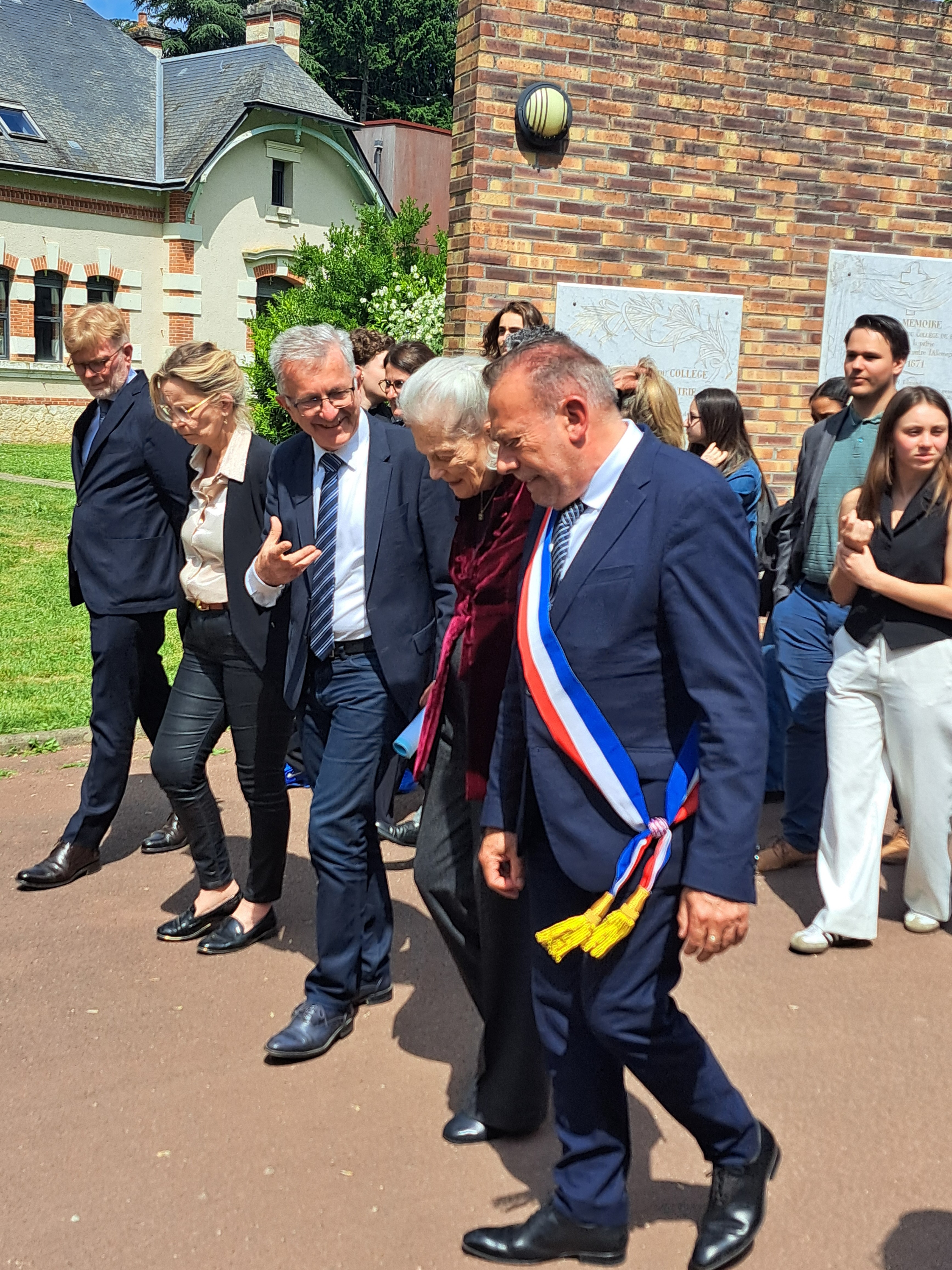
Le député Marc Fesneau, le président de la région Centre-Val de Loire François Bonneau, la philosophe Élisabeth Badinter et le maire de Blois Marc Gricourt devant le pavillon les Glaïeuls, lors de la cérémonie de changement de nom du lycée (13 mai 2025).

Comme les élèves du collège, les lycéens de la cité scolaire Robert-Badinter ont accès à différentes activités sportives dans le cadre de l'UNSS, le mercredi après-midi,,,.
Différents clubs sont par ailleurs ouverts aux lycéens, souvent par l'intermédiaire de la MDL. Le groupe robot, très actif dans l'établissement entre 2002 et 2008, s'est ainsi illustré à plusieurs reprises lors de la coupe E=M6 de robotique organisée par l'association Planète Sciences,,. Ce goût pour la mécanique et l'électronique est encore très présent aujourd'hui dans l'établissement, comme le prouve le dynamisme du club « challenge technologique de la mobilité durable » (CTMD), qui a remporté le premier prix de l'Éducation nationale  lors du challenge ÉducÉco de 2013 et le troisième prix dans la catégorie vélo lors du challenge Chartres Solar Cup de 2016.
Finalement, des élèves et des enseignants du lycée forment, chaque année, l'un des comités de lecture du prix Emmanuel-Roblès,. En 2014, une élève de l'établissement, Clémentine Bourget, est même nommée présidente du jury.

### Section professionnelle (SEP)

#### Cursus scolaire à la SEP
Dès la troisième, la section professionnelle (SEP) de la cité scolaire propose aux élèves qui le souhaitent d'intégrer l'option découverte professionnelle. Cette section permet aux élèves de découvrir l’enseignement professionnel tout en leur donnant une perspective d’orientation en certificat d'aptitude professionnelle (CAP), en brevet d'études professionnelles (BEP), en baccalauréat professionnel voire en baccalauréat général ou technologique,.
À partir de la seconde et jusqu'à la terminale, la SEP prépare les élèves qui le souhaitent à l'un des quatre baccalauréats professionnels qui suivent : maintenance des équipements industriels (MEI), métiers de l'électricité et de ses environnements connectés (MEEC), technicien en chaudronnerie industrielle (TCI) et technicien d'usinage (TU),. Au niveau post-bac, la SEP offre trois formations au brevet de technicien supérieur (BTS) : en maintenance industrielle (MI), en conception et réalisation de systèmes automatiques (CRSA) et en technico-commercial (TC),.
Chaque fois que cela est possible, les enseignements proposés dans le cadre de la SEP sont menés en partenariat avec des entreprises appartenant au tissu local ou régional,. Quand l'opportunité se présente, les jeunes sont par ailleurs invités à participer à des concours organisés par des sociétés. En 2009, des étudiants de BTS ont ainsi obtenu le premier prix dans un concours organisé par la maison Christian-Dior.

#### Activités périscolaires et culturelles à la SEP
Comme les autres élèves de la cité scolaire, les jeunes de la section professionnelle peuvent avoir accès aux activités sportives proposées par l'UNSS,,,.
Chaque année, les élèves de troisième option découverte professionnelle participent à un projet culturel interdisciplinaire, comme la réalisation d'un DVD sur le thème du surréalisme (2012) ou du slam (2015 et 2016),.

### Cité scolaire
Peu d'événements sont l'occasion de réunir l'ensemble des usagers de la cité scolaire. C'est le cas des « Récréations musicales » qui rassemblent, avant les vacances de Noël, tous les élèves et les enseignants qui souhaitaient partager leur goût pour le chant et la musique,. Créées en 1996 par un professeur de philosophie du nom de Jacques Ziberlin, ces « Récréations musicales » ont vu, en 2005, les artistes Pierre Simon et Sabine Quinet (fondateurs du duo  pop-rock Minou) effectuer l'une de leurs premières représentations publiques alors qu'ils étaient encore élèves de terminale à Augustin-Thierry.

### Greta
La cité scolaire Robert-Badinter est le siège du GRETA du Loir-et-Cher, qui propose une vaste gamme de formations (industrie, langues étrangères, français, bâtiment et travaux publics, etc.). Elle abrite ainsi, dans ses locaux, l’antenne du Dispositif Académique à la Validation des Acquis de l'Expérience (VAE) et est susceptible d’accueillir le public en recherche d’information sur ce programme.

## Ouverture internationale

### Sections bilangue, européennes et binationale
Depuis 2008, le collège Augustin-Thierry possède une section bilangue anglais-allemand, que n'a pas supprimée la « réforme du collège de 2015 ».
Plusieurs sections européennes existent au lycée général et technologique : une allemande (discipline non linguistique histoire-géographie) depuis 1997, une anglaise (DNL histoire-géographie ou mathématiques) depuis 1998, et une espagnole (DNL histoire-géographie) depuis 2005.
Une section binationale franco-espagnole (« bachibac ») est par ailleurs ouverte au lycée général depuis la rentrée 2013,.
À la rentrée 2017, la cité scolaire devient le neuvième établissement scolaire français à adhérer au dispositif « Pasch » (« Schulen: Partner der Zukunft »), mis en place par le ministère des Affaires étrangères allemand pour favoriser l'apprentissage de la langue et de la culture germaniques.

### Échanges et voyages

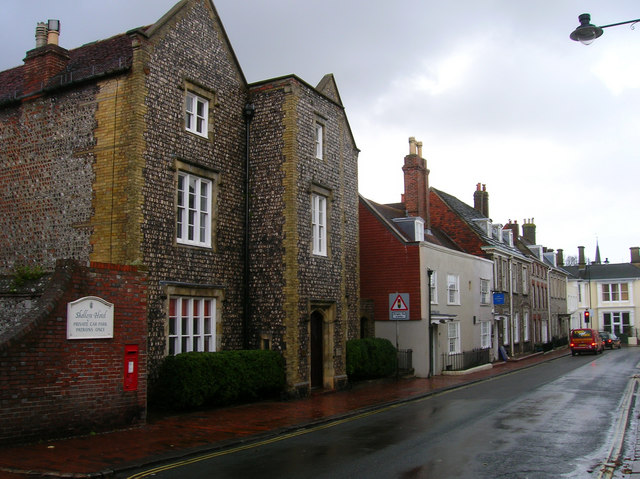
L'ancienne Grammar school de Lewes, premier partenaire étranger de la cité scolaire.

Dès 1946, le lycée noue un échange avec la Grammar school (devenue ensuite Priory School) de Lewes, au Royaume-Uni, grâce au travail d'un professeur d'anglais du nom de Robert Piolé. En 1957, un autre partenariat voit le jour avec le Hochrhein Gymnasium de Waldshut, grâce à un ancien assistant d'allemand appelé Manfred Kirchgässner. Après de nombreuses années d'existence, ces appariements disparaissent, non sans avoir auparavant permis à la commune de Blois de se jumeler avec les deux villes partenaires de la cité scolaire,,.
Aujourd'hui, d'autres partenariats existent entre la cité scolaire et des établissements étrangers. Le lycée organise ainsi des échanges annuels avec le Heerenlanden College de Leerdam (aux Pays-Bas), le Corvey Gymnasium de Hambourg (en Allemagne),, l'IES Manuel de Cabanyes de Vilanova i la Geltrú (en Espagne), et la Suwon Academy of World Languages de Suwon (en Corée du Sud),. Le collège propose quant à lui plutôt des voyages scolaires à l'étranger (à Munich et à Barcelone, en particulier).
Finalement, grâce au don d'un riche mécène néo-zélandais, Mr Raymond Nutter, un échange lie le lycée à la High School de Thames depuis 1988. Chaque année, deux élèves de première générale sont ainsi sélectionnés pour passer les mois de juillet et d'août dans l'école de leurs correspondants. En retour, ils reçoivent chez eux un élève néo-zélandais en décembre-janvier.

### Assistants étrangers
Depuis 1945, de nombreux assistants, originaires du monde entier (Allemagne et Autriche ; Commonwealth et États-Unis ; Espagne et Amérique latine ; monde arabe), viennent passer une année à la cité scolaire,. Pendant longtemps, ces jeunes reçoivent le gîte et le couvert dans l'établissement (d'abord au bâtiment Tilleul puis au bâtiment J), mais l'habitude se perd dans les années 1990. Au fil des années, plusieurs de ces étrangers impriment leur marque à la cité scolaire. C'est particulièrement le cas de l'Allemand Manfred Kirchgässner, à l'origine du jumelage unissant Blois à Waldshut-Tiengen (1963), mais c'est également vrai de M. Blackmore qui parvient, par son travail de recherches, à faire classer les bâtiments Hugo et Lunier à l'Inventaire général du patrimoine culturel.

## Effectifs

### Population scolaire
Après avoir atteint un pic de près de 2 500 élèves et étudiants à la fin des années 1980, les effectifs de la cité scolaire ne cessent de décroître par la suite, comme le montre le tableau qui suit : 
|                  | 2004 | 2005 | 2006 | 2007 | 2008 | 2009 | 2010 | 2011 | 2014            |
| Collège          | 613  | 608  | 592  | 596  | 603  | 584  | 577  | 556  | 571             |
| Lycée polyvalent | 1286 | 1274 | 1273 | 1213 | 1175 | 1097 | 1076 | 1043 | 974             |
| Total            | 1899 | 1882 | 1865 | 1809 | 1778 | 1681 | 1653 | 1599 | 1545 (+ 83 BTS) |

À la rentrée 2024, il y a 720 élèves au collège et 996 au lycée (739 au LGT et 257 à la section professionnelle), ce qui fait un total de 1 716 adolescents. À ceux-ci s'ajoutent 147 étudiants de BTS.

### Personnels enseignants et non-enseignants
À la rentrée 2010, la cité scolaire emploie 325,5 personnels. Outre les 216 enseignants et les 3 professeurs documentalistes, l'équipe éducative compte 4 personnels de direction, 4 conseillers principaux d’éducation, 3 Psychologues de l'Éducation nationale (PsyEN), 16,5 assistants d'éducation et 4 assistants étrangers. À leurs côtés travaillent 3 infirmières, 1 assistante sociale, 14 personnels administratifs et 58 personnels ouvriers et d’entretien.

## Résultats aux examens
S'appuyant sur des statistiques du ministère de l'Éducation nationale, le magazine L'Étudiant indique, en 2016, un taux de réussite de 84 % au diplôme national du brevet 2015 (avec 53 % de mentions) pour les élèves du collège Augustin-Thierry. C'est un peu moins que la moyenne nationale, qui s'établit à 87 % de réussite et 58,4 % de mentions. Dans ces conditions, le magazine attribue à l'établissement la note de 13,7/20, ce qui le place à la sixième position (sur neuf) des collèges publics et privés de Blois.
|                             | 2012              | 2013              | 2014              | 2015        | 2016 |
| Taux de réussite (mentions) | 86,96 % (56,52 %) | 80,15 % (49,26 %) | 80,13 % (47,44 %) | 84 % (53 %) |      |

Le quotidien La Nouvelle République classe, en 2017, le lycée général et technologique à la sixième place (sur neuf) des établissements publics et privés du Loir-et-Cher et à la deuxième place (sur quatre) des établissements publics de Blois. La même année, L'Étudiant attribue à l'établissement la note de 14,2/20, ce qui en fait un « lycée moyen » selon le magazine.
|                                                            | 2008      | 2009       | 2010       | 2011      | 2012       | 2013       | 2014      | 2015       | 2016      |
| Taux de réussite en L (valeur ajoutée nationale)           | 89 % (-5) | 71 % (-20) | 64 % (-22) | 83 % (-7) | 74 % (-12) | 88 % (-4)  | 92 % (+6) | 70 % (-23) | 95 % (+4) |
| Taux de réussite en ES (valeur ajoutée nationale)          | 88 % (-2) | 92 % (-1)  | 85 % (-8)  | 85 % (-3) | 84 % (-9)  | 92 % (-2)  | 89 % (-3) | 83 % (-10) | 89 % (-4) |
| Taux de réussite en S (valeur ajoutée nationale)           | 89 % (-6) | 94 % (0)   | 86 % (-8)  | 88 % (-3) | 88 % (-5)  | 79 % (-16) | 87 % (-7) | 91 % (-1)  | 91 % (-3) |
| Taux de réussite en STI / STI2D (valeur ajoutée nationale) | 87 % (+6) | 80 % (-4)  | 79 % (-1)  | 72 % (-6) | 84 % (-4)  | 81 % (-13) | 88 % (-7) | 89 % (-7)  | 92 % (-1) |
| Taux de réussite toutes séries (valeur ajoutée nationale)  | 88 % (-2) | 88 % (-3)  | 81 % (-8)  | 84 % (-4) | 84 % (-7)  | 83 % (-11) | 88 % (-4) | 86 % (-7)  | 91 % (-3) |

Parallèlement, La Nouvelle République classe, en 2017, le lycée professionnel à la huitième place (sur huit) des établissements publics et privés du Loir-et-Cher. La même année, L'Étudiant attribue à l'établissement la note de 12,2/20, ce qui en fait un « lycée moyen » (et non plus un « bon lycée », comme en 2015) selon le magazine.
|                                                           | 2008      | 2009      | 2010       | 2011      | 2012      | 2013      | 2014      | 2015      | 2016      |
| Taux de réussite en Production (valeur ajoutée nationale) | 73 % (-4) | 77 % (-9) | 62 % (-27) | 80 % (+1) | 78 % (+5) | 87 % (+8) | 80 % (+3) | 77 % (-4) | 72 % (-7) |

Finalement, en 2015, L'Étudiant indique un taux de réussite de 91 % en BTS conception et réalisation de systèmes automatiques, de 78 % en BTS maintenance industrielle et de 92 % en BTS technico-commercial.

## Personnalités liées à la cité scolaire

### Anciens élèves
L'Association Amicale des Anciens Élèves du Collège et du Lycée Augustin-Thierry est l'une des plus anciennes de France : elle existe depuis 1872 et précède, de quelques mois, le renommage du collège de Blois en collège Augustin-Thierry. La première assemblée générale de l'Association se déroule le 10 août 1872 : elle adopte alors ses statuts et nomme présidents honoraires le sénateur Amédée Thierry et le général Juste-Frédéric Riffault. Deux jours plus tard, l'Association se réunit à nouveau et élit pour président Louis de La Saussaye.
Depuis cette date, l'Association se donne pour mission de favoriser le rayonnement de la cité scolaire et de marquer sa solidarité morale, voire financière, avec les élèves de l'établissement. Son président actuel est M. Christian Prieur.
Nombre des élèves passés par les bancs du collège de Blois et de la cité scolaire ont laissé leur marque dans l'histoire du Blésois et de la France. Parmi ceux-ci, on peut citer :
- Quelques élèves du collège royal :

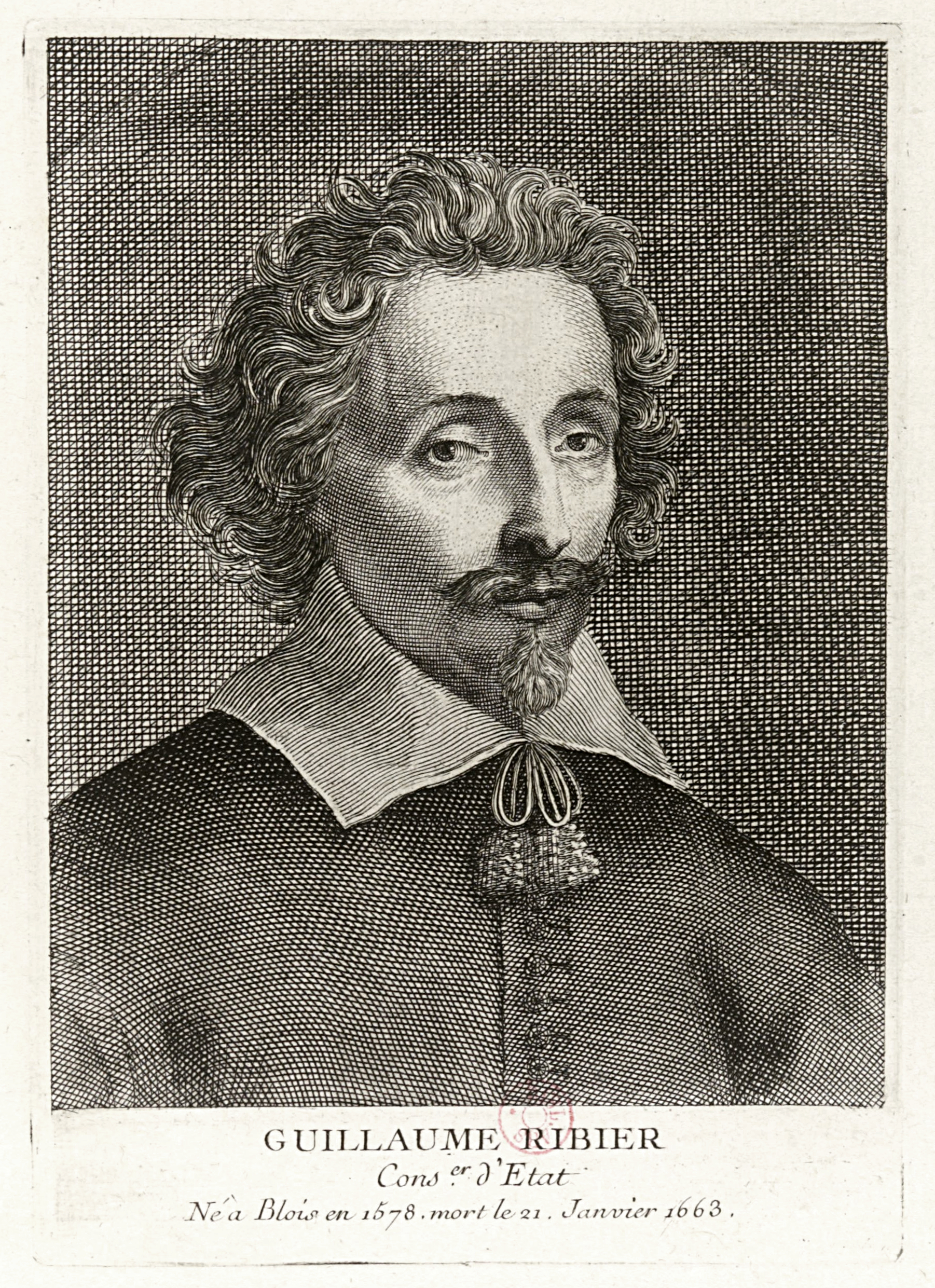
Guillaume Ribier (1578-1663), député aux États généraux[180].
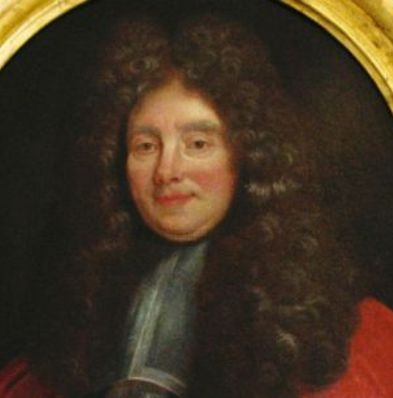
Michel Bégon (1638-1710), intendant de marine et des colonies[180].
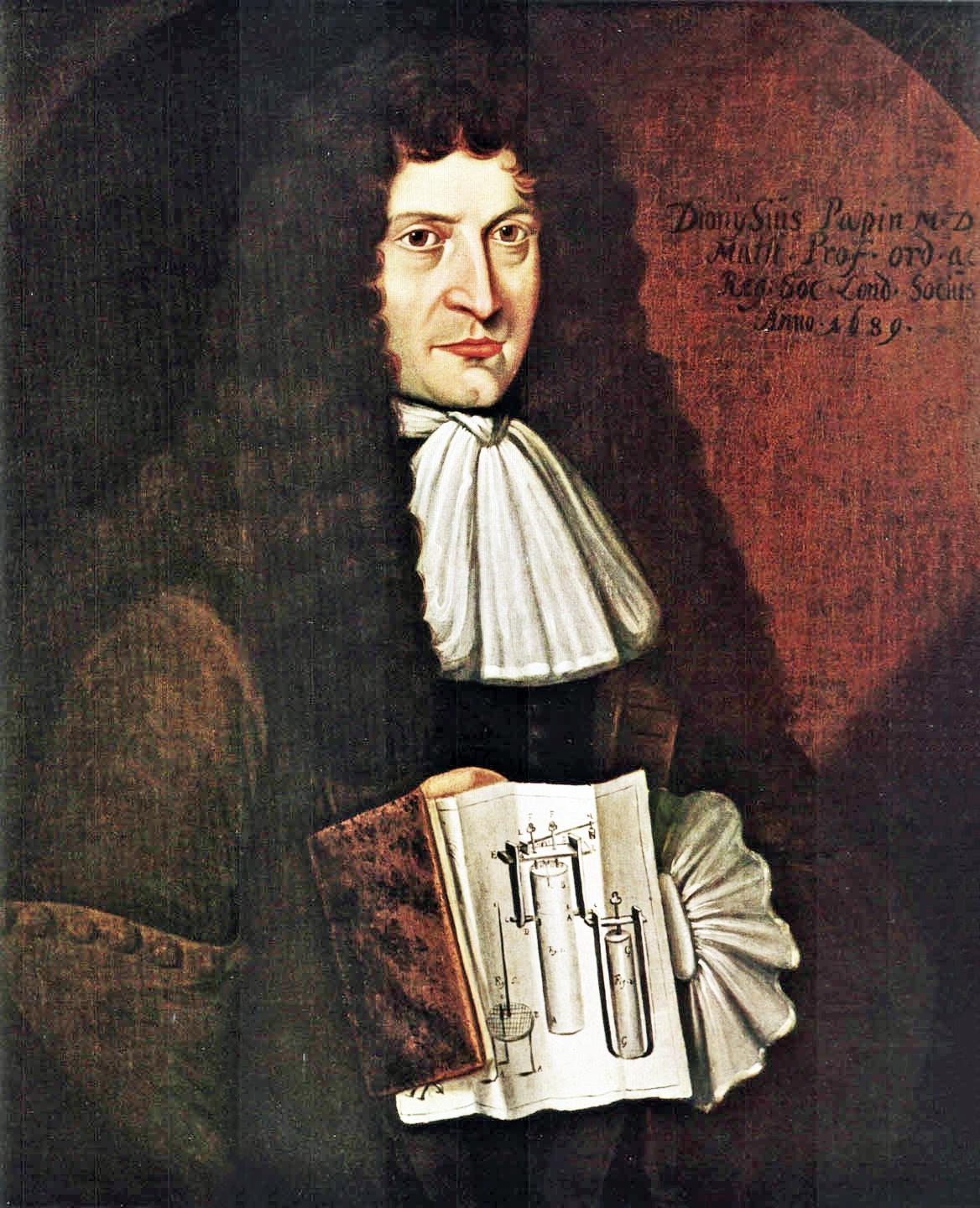
Denis Papin (1647-1712), physicien et mathématicien[181].
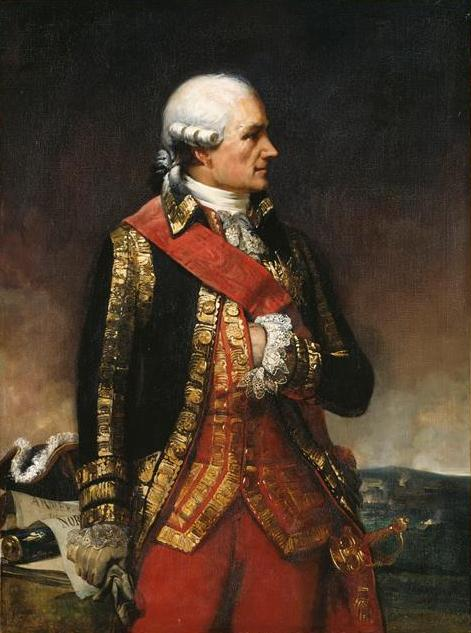
Le maréchal de Rochambeau (1725-1807), combattant de la guerre d'indépendance américaine[182].
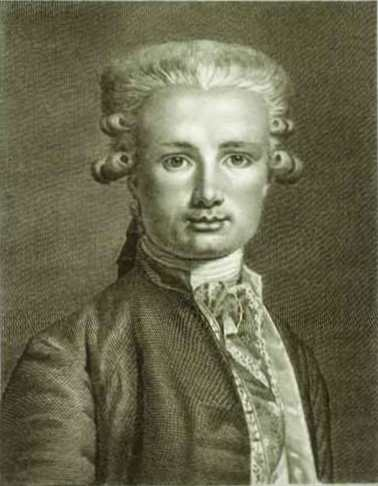
Ange-François Fariau de Saint-Ange (1747-1810), poète et traducteur[183].

- Quelques élèves du collège du Bourg-Moyen :

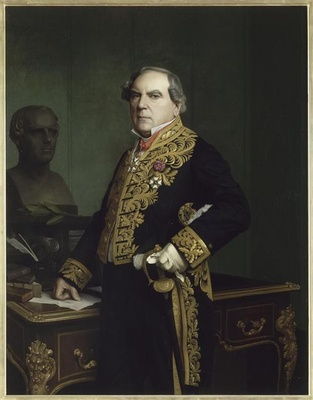
Amédée Thierry (1797-1973), historien et sénateur[184].
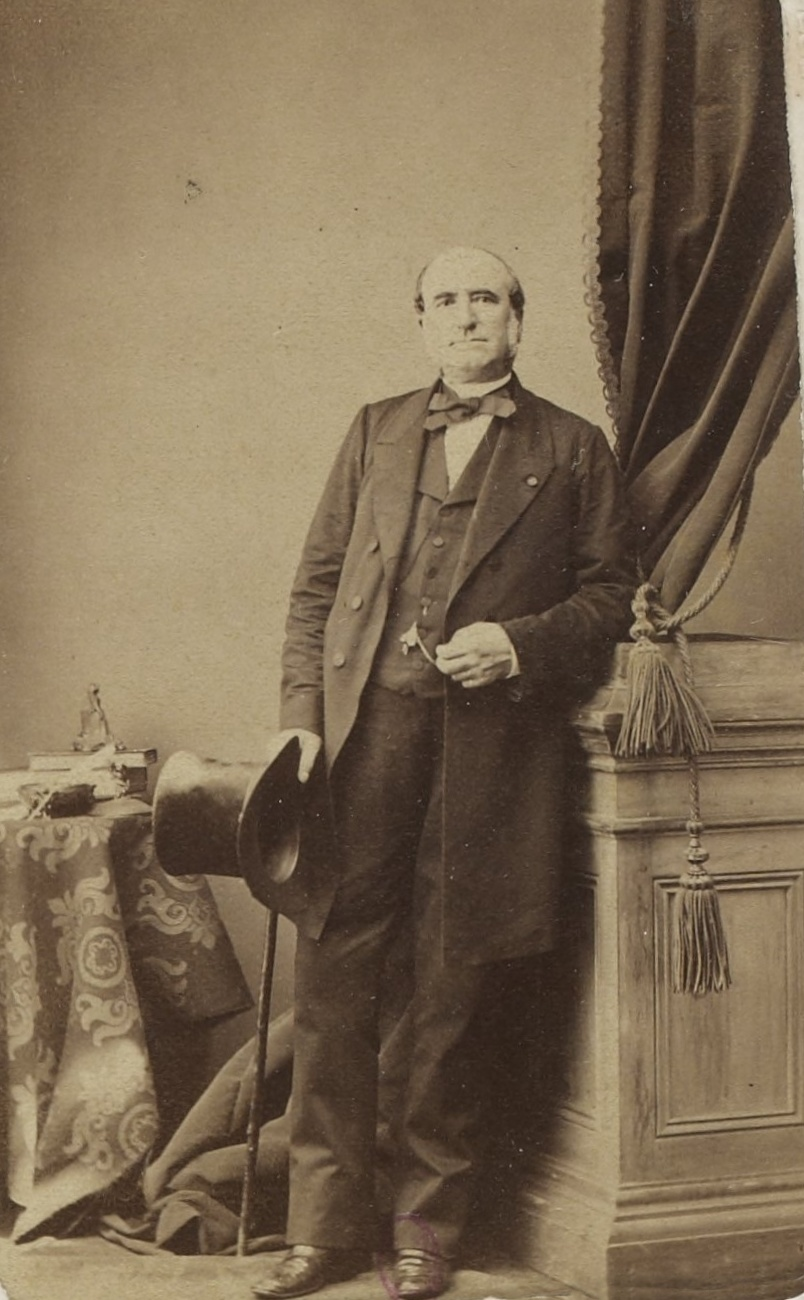
Louis de La Saussaye (1801-1878), érudit et recteur d'académie[184].
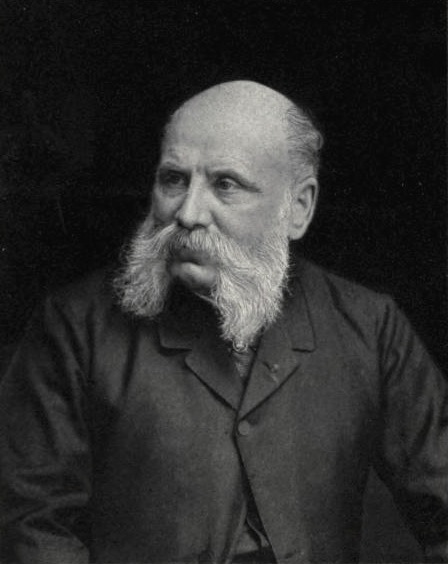
Armand Baschet (1829-1886), journaliste et polémiste[185].
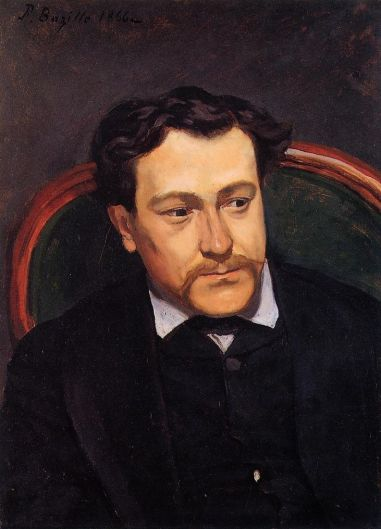
Édouard Blau (1836-1906), librettiste[186].
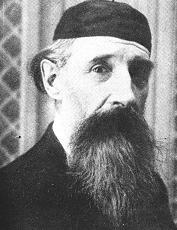
Pascal Forthuny (1872-1962), médium
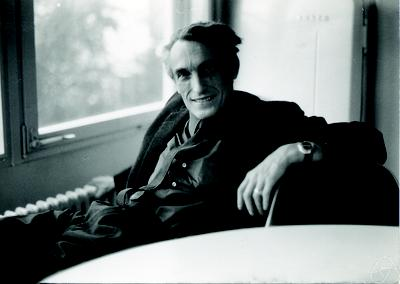
Marcel-Paul Schützenberger (1920-1996), mathématicien et informaticien[188].

- Quelques élèves de la cité scolaire actuelle :

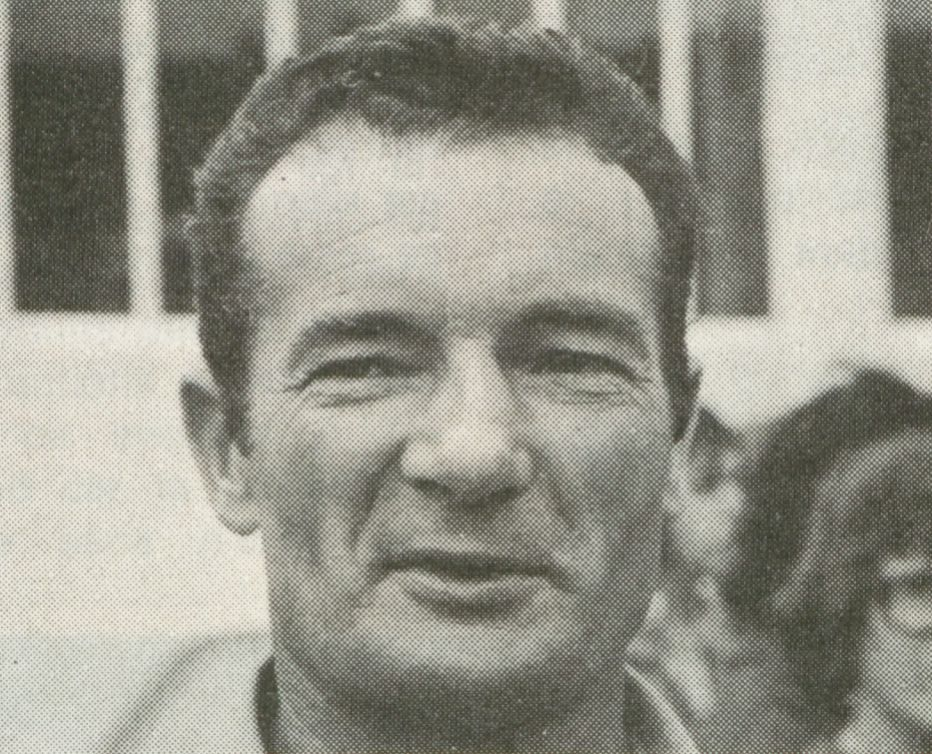
Éric Tabarly (1931), navigateur[189].
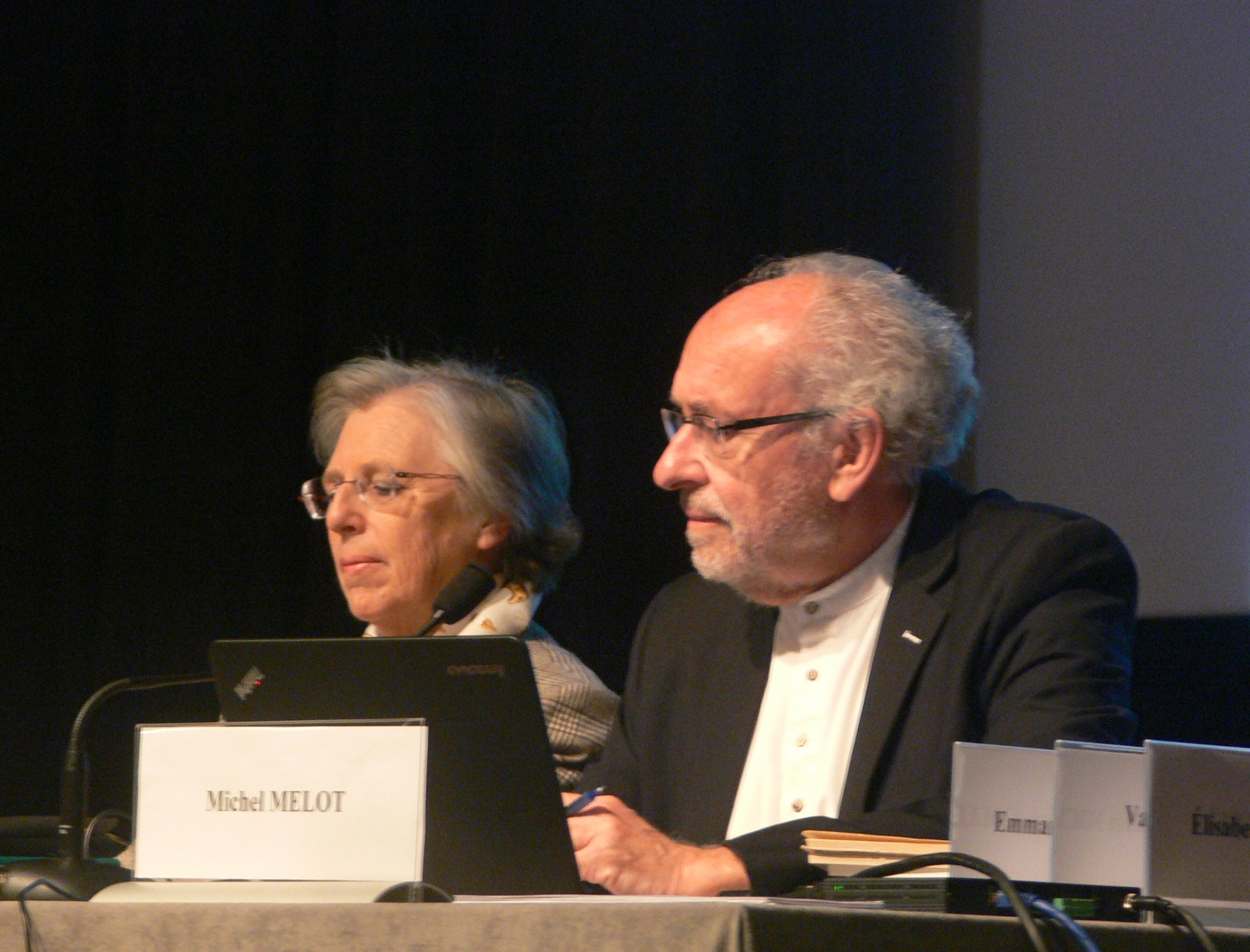
Michel Melot (1943), conservateur et historien[190].
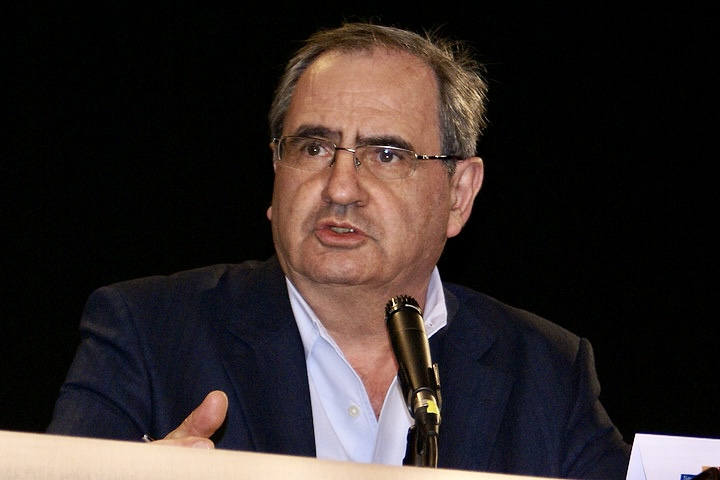
Pierre Rosanvallon (1948), historien et sociologue[191].
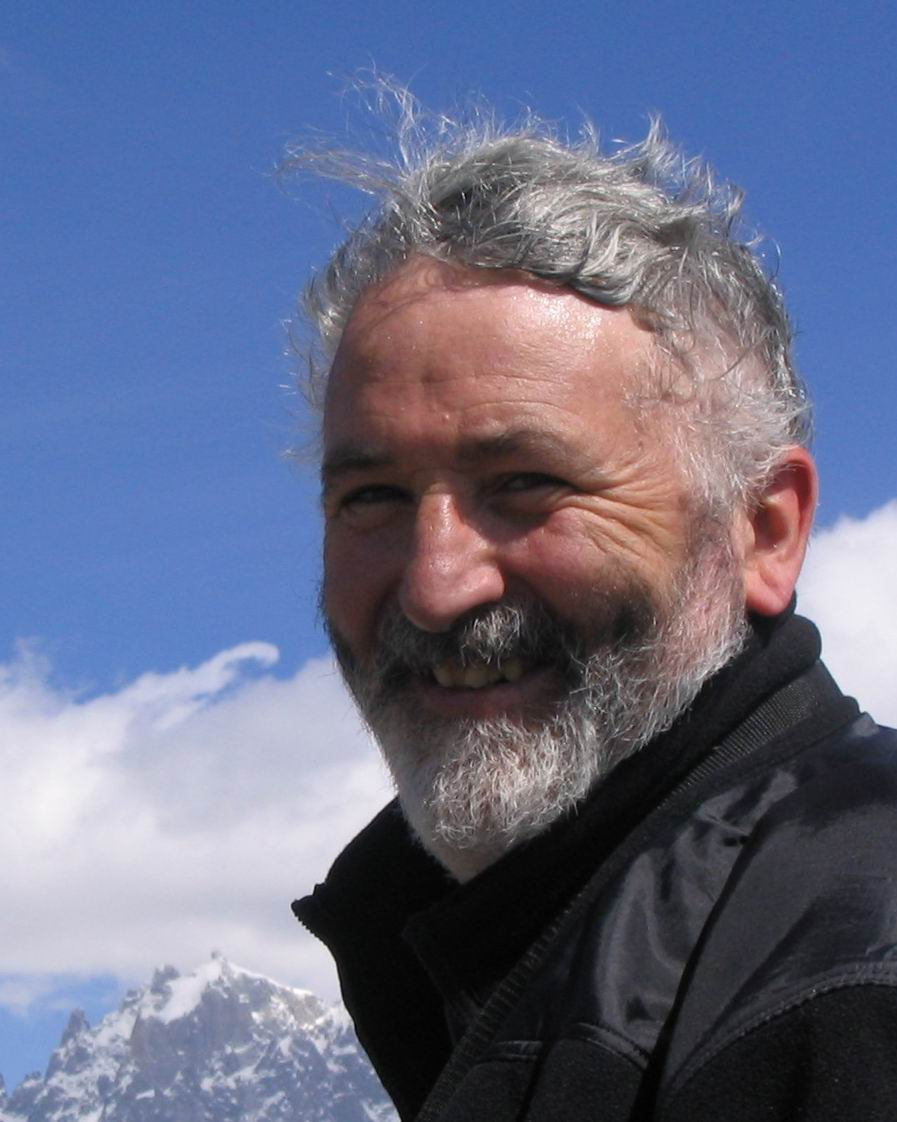
Philippe Barbeau (1952), écrivain jeunesse[192].
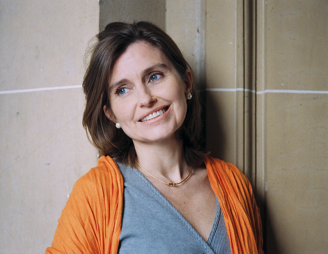
Florence Noiville (1961), journaliste et écrivaine[193].
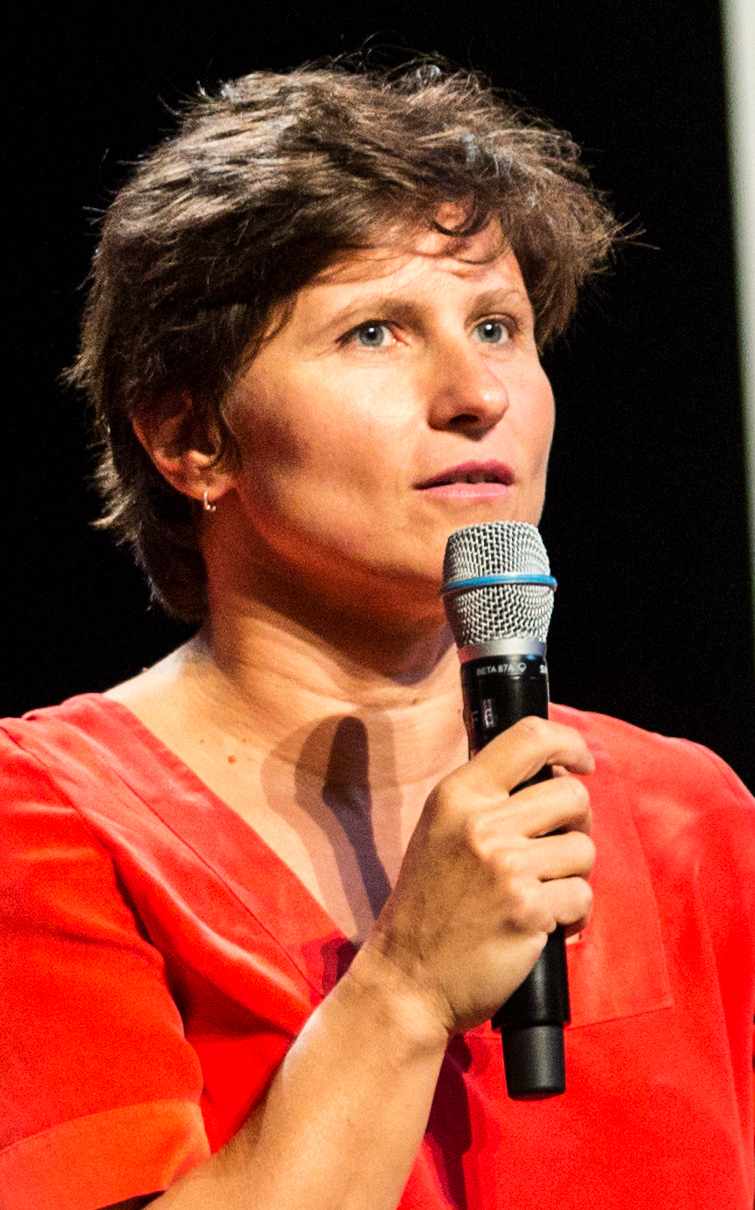
Roxana Maracineanu (1975), nageuse et ministre[189].

### Anciens professeurs et personnels encadrants
Plusieurs membres du personnel de l'ancien collège royal, du collège du Bourg-Moyen et de la cité scolaire actuelle ont également laissé leur empreinte dans l'histoire. Parmi ceux-ci, on peut citer :

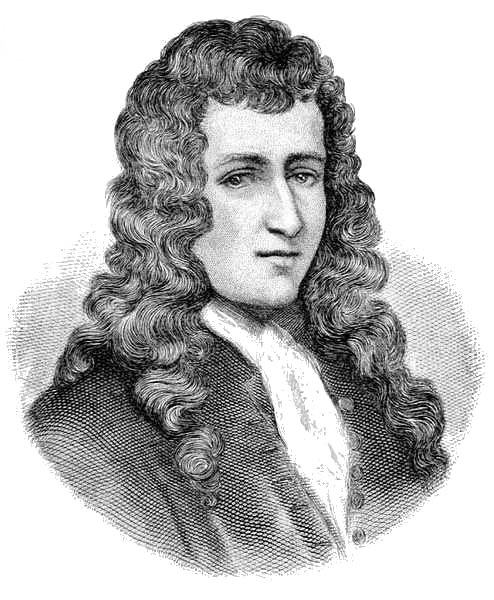
L'explorateur René-Robert Cavelier de La Salle (1643-1687), professeur de cinquième[263].
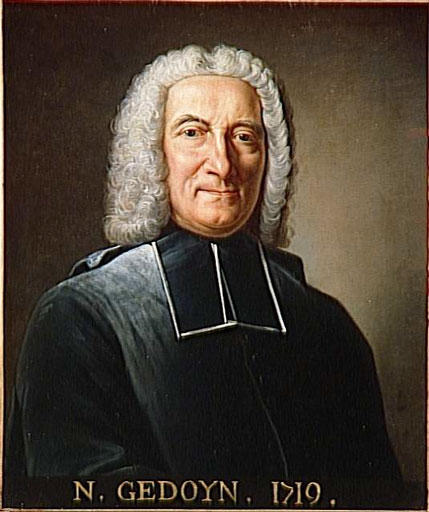
L'académicien Nicolas Gédoyn (1677-1744), professeur de rhétorique[264].
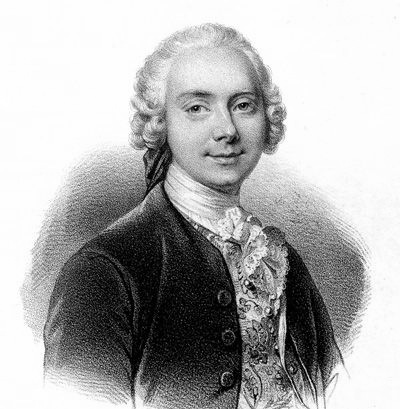
Le poète Jean-Baptiste Gresset (1709-1777), professeur de rhétorique[265].
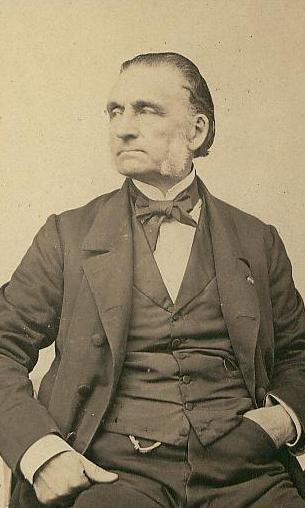
Le médecin Armand Trousseau (1801-1867), répétiteur[266].
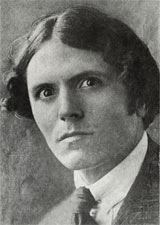
Le militant anarchiste André Colomer (1886-1931), professeur[267].
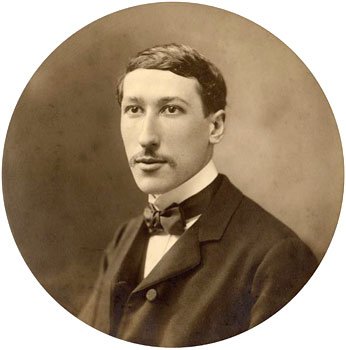
L'ésotériste René Guénon (1886-1951), ancien élève et professeur de philosophie[268].

## L'établissement dans la culture

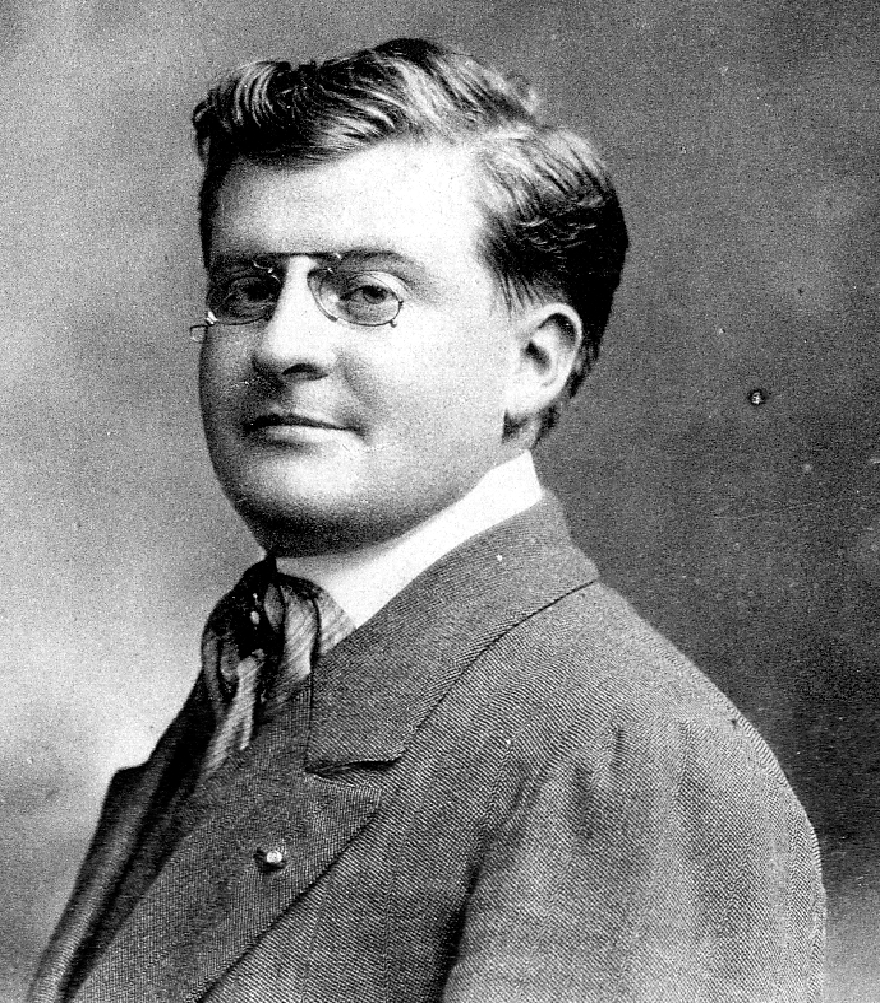
L'écrivain régionaliste Hubert-Fillay (1879-1945), auteur de souvenirs liés à l'ancien collège.

Plusieurs auteurs ont évoqué le collège et le lycée dans leurs ouvrages.
C'est le cas de l'historien Augustin Thierry lui-même qui raconte, dans sa « Préface » des Récits des temps mérovingiens (1840), comment il dévora, dans les locaux du Bourg-Moyen, Les Martyrs de Chateaubriand en 1810. La lecture de cette œuvre le marqua tellement qu'il ne put s'empêcher d'en déclamer les lignes (« Pharamond ! Pharamond ! Nous avons combattu avec l'épée ! ») dans la salle capitulaire de l'école. Par la suite, l'ouvrage de Chateaubriand n'eut de cesse d'inspirer l'historien, qui fut profondément influencé par le courant romantique.
L'ancien collège apparaît également dans l'œuvre de l'écrivain régionaliste Hubert-Fillay. Ce dernier décrit avec nostalgie son adolescence au collège dans Jeunesse !… Souvenirs blésois (1934). L'auteur décrit par ailleurs, dans La Grand'pitié de la ville de Blois (1940), la destruction de l'établissement et les ruines qui lui succédèrent.
Jean-François Hauduroy évoque, brièvement, la vie au collège de Blois durant la Seconde Guerre mondiale dans son roman Véra (1989).
L'auteur de littérature jeunesse Philippe Barbeau met, à plusieurs reprises, en scène le lycée de l'avenue de Châteaudun et les professeurs (comme MM. Duclos, Dimanche ou Carbonel) qui l'ont marqué durant son adolescence, dans les années 1960. C'est particulièrement le cas dans son roman autobiographique Je lui ai promis (La Promesse) de 2013 et dans le souvenir « De voix en aiguille » paru dans le recueil Un Amour d'enfance en 2007. De manière plus anecdotique, l'écrivain évoque, en 2009, l'ancien collège de la rue du Bourg-Moyen et son dernier principal (M. Chardon) dans le roman Juin 1940 : Peur sur la route.
Enfin, Jean-Marc Parisis parle brièvement de la cité scolaire dans On va bouger ce putains de pays (2022).
À la télévision, les locaux de la cité scolaire servent de décors à la sitcom éducative Les Zèbres réalisée par Gilles Bannier et Stéphane Moszkowicz en 1997-1998.

### Histoire de la cité scolaire et de son patrimoine
- Annie Cosperec, « L'Actuel Lycée Augustin-Thierry : le prieuré et la villa Saint-Lazare, l'hospice Lunier », Mélanges offerts à Claude Leymarios, CDPA 41,‎ 1997, p. 71-77.
- Jean-Yves Denis et alii, Le Collège : Le Lycée Augustin-Thierry : Grande et petite histoire, Blois, Association des anciens élèves du collège et du lycée Augustin-Thierry, octobre 1986, 110 p. (ASIN B007JKQO86).
- Jean Martin-Demézil, « Arts et Lettres », Le Jardin de la France, nos 305, 306 et 307,‎ juillet-septembre 1945.

### Ouvrages généraux évoquant l'établissement et son patrimoine
- Yves Denis, Histoire de Blois et de sa région, Privat, 1988 (ASIN B007X19URS).
- Bruno Guignard, « Aliénés », Blois de A à Z, Éditions Alan Sutton,‎ 2007, p. 7-12 (ISBN 2849106216).
- Pascal Nourrisson, Blois : Le dictionnaire des noms de rues, Chambray-lès-Tours, C.L.D. éditions, 2005, 239 p. (ISBN 2-85443-433-1).

### Évocations littéraires du collège du Bourg-Moyen et de la cité scolaire actuelle
- Philippe Barbeau, « Histoire de rencontres », Griffon, no 194,‎ novembre-décembre 2004, p. 2-13 (ISSN 0299-7827).
- Philippe Barbeau, « De voix en aiguille », dans Collectif, Un Amour d'enfance, Bayard, 2007 (ISBN 978-2-7470-2438-9), p. 66-68.
- Philippe Barbeau, Je lui ai promis, Paris, Oskar, 2013, 108 p. (ISBN 979-10-214-0094-8).
- Hubert-Fillay, Jeunesse !… : Souvenirs blésois, Éditions du Jardin de la France, 1934 (ASIN B00183TJBE).
- Hubert-Fillay, La Grand'pitié de la ville de Blois, Éditions du Jardin de la France, 1940 (OCLC 493791568).
- Augustin Thierry, « Préface », dans Récits des temps mérovingiens, Paris, Tessier, 1840 (lire en ligne), p. 21-24.

## Sitographie

### Sites officiels de la cité scolaire et de l'association des anciens élèves
- « Cité scolaire Augustin-Thierry », Académie d'Orléans-Tours, 2011 (consulté le 4 mai 2015).
- « Ancien site de la cité scolaire Augustin-Thierry », Académie d'Orléans-Tours, 2008 (consulté le 4 mai 2015).
- « Greta du Loir-et-Cher », Académie d'Orléans-Tours, 2017 (consulté le 22 janvier 2017).
- « Association Amicale des Anciens élèves du collège et lycée Augustin-Thierry de Blois », 2014 (consulté le 22 janvier 2017).

### Sites officiels liés au ministère de la culture
- Annie Cosperec, « Prieuré de génovéfains Saint-Lazare, villa, puis asile d'aliénés dit hospice Lunier, actuellement lycée Augustin Thierry », sur base Mérimée, ministère de la Culture, 1992 (consulté le 22 janvier 2017).
- Aurélie de Decker, « Lycée, dit cité scolaire Augustin-Thierry », sur Inventaire général du patrimoine culturel en région Centre-Val de Loire, 2010 (consulté le 22 janvier 2017).
- « Nicolas Royer, On-Off, 2008 », sur 1 % artistique, ministère de la Culture, 2011 (consulté le 22 janvier 2017).

### Travaux d'élèves

#### Journaux et radio de l'établissement
- « Cat News », sur Collège Augustin-Thierry, Académie d'Orléans-Tours, 2015 (consulté le 22 janvier 2017).
- « You Got The Point », sur Section européenne d'Anglais, 2006 (consulté le 22 janvier 2017).
- « August'un », sur August'un online, 2001-2002 (consulté le 22 janvier 2017).
- « Blog du journal August'un », sur August'un online, 2005 (consulté le 22 janvier 2017).
- « Radio August'un », sur August'un online (consulté le 22 janvier 2017).
- « Post-Scriptum », sur Le Post-Scriptum (consulté le 24 juin 2024).

#### Quelques courts métrages réalisés dans le cadre de l'option cinéma audiovisuelle
- Collectif, « Un trop plein d'amour », sur Ciclic, 2007 (consulté le 23 janvier 2017).
- Collectif, « Retour aux sources », sur Vimeo, 2016 (consulté le 23 janvier 2017).
- Collectif, « Les Monstres », sur Vimeo, 2016 (consulté le 23 janvier 2017).

### Autres sites
- « Fiche établissement - Collège Augustin Thierry », sur ONISEP (consulté le 5 février 2017).
- « Fiche établissement - Lycée Augustin Thierry », sur ONISEP (consulté le 5 février 2017).
- « Fiche établissement - Section d'enseignement professionnel du lycée Augustin Thierry », sur ONISEP (consulté le 5 février 2017).